# ATP Challenger Tour 2019
L'ATP Challenger Tour 2019 è stata una serie di tornei internazionali maschili studiati per consentire a giocatori di seconda fascia di acquisire un ranking sufficiente per accedere ai tabelloni principali.
Erano previsti tornei con montepremi da 54,160 fino a 162,480 dollari.
Si trattava della quarantaduesima edizione del circuito di seconda fascia del tennis professionistico, l'undicesima sotto il nome di Challenger Tour.

## Calendario

### Gennaio
| Settimana   | Torneo                                                                                             | Campione                                              | Finalista                              | Semifinalisti                            | Eliminati ai quarti                                                   |
| ----------- | -------------------------------------------------------------------------------------------------- | ----------------------------------------------------- | -------------------------------------- | ---------------------------------------- | --------------------------------------------------------------------- |
| 31 dicembre | Internationaux de Nouvelle-Calédonie Numea, Nuova Caledonia Challenger 90 – Cemento – 48S/4Q/16D   | Mikael Ymer 6–3, 6–3                                  | Noah Rubin                             | Federico Delbonis Donald Young           | Grégoire Barrère Jurij Rodionov Thai-Son Kwiatkowski Gleb Sakharov    |
| 31 dicembre | Internationaux de Nouvelle-Calédonie Numea, Nuova Caledonia Challenger 90 – Cemento – 48S/4Q/16D   | Dustin Brown Donald Young 7–5, 6–4                    | André Göransson Sem Verbeek            | Federico Delbonis Donald Young           | Grégoire Barrère Jurij Rodionov Thai-Son Kwiatkowski Gleb Sakharov    |
| 31 dicembre | City of Playford Tennis International Playford, Australia Challenger 90 – Cemento – 48S/4Q/16D     | Rogério Dutra da Silva 6–3, 6–2                       | Mats Moraing                           | Constant Lestienne Li Zhe                | Lorenzo Sonego Lloyd Harris Tommy Paul Casper Ruud                    |
| 31 dicembre | City of Playford Tennis International Playford, Australia Challenger 90 – Cemento – 48S/4Q/16D     | Max Purcell Luke Saville 6–4, 7–5                     | Ariel Behar Enrique López Pérez        | Constant Lestienne Li Zhe                | Lorenzo Sonego Lloyd Harris Tommy Paul Casper Ruud                    |
| 31 dicembre | Orlando Open Orlando, Stati Uniti Challenger 80 – Cemento – 48S/4Q/16D                             | Marcos Giron 6–4, 6–4                                 | Darian King                            | Michael Redlicki Gastão Elias            | Norbert Gombos Ulises Blanch Mathias Bourgue Nino Serdarušić          |
| 31 dicembre | Orlando Open Orlando, Stati Uniti Challenger 80 – Cemento – 48S/4Q/16D                             | Romain Arneodo Andrėj Vasileŭski 7–6(2), 2–6, [15–13] | Gonçalo Oliveira Andrea Vavassori      | Michael Redlicki Gastão Elias            | Norbert Gombos Ulises Blanch Mathias Bourgue Nino Serdarušić          |
| 7 gennaio   | Canberra Challenger Canberra, Australia Challenger 80 – Cemento – 48S/4Q/16D                       | Hubert Hurkacz 6–4, 4–6, 6–2                          | Il'ja Ivaška                           | Renzo Olivo Jiří Veselý                  | Sadio Doumbia Elliot Benchetrit Bradley Mousley Tristan Lamasine      |
| 7 gennaio   | Canberra Challenger Canberra, Australia Challenger 80 – Cemento – 48S/4Q/16D                       | Marcelo Demoliner Hugo Nys 3–6, 6–4, [10–3]           | André Göransson Sem Verbeek            | Renzo Olivo Jiří Veselý                  | Sadio Doumbia Elliot Benchetrit Bradley Mousley Tristan Lamasine      |
| 7 gennaio   | Columbus Challenger Columbus, Stati Uniti Challenger 80 – Cemento (i) – 48S/4Q/16D                 | Jeffrey John Wolf 6(4)–7, 6–3, 6–4                    | Mikael Torpegaard                      | Bernabé Zapata Miralles Scott Griekspoor | Lucas Miedler Vincent Millot Uladzimir Ihnacik Jan Choinski           |
| 7 gennaio   | Columbus Challenger Columbus, Stati Uniti Challenger 80 – Cemento (i) – 48S/4Q/16D                 | Maxime Cressy Bernardo Saraiva 7–5, 7–6(3)            | Robert Galloway Nathaniel Lammons      | Bernabé Zapata Miralles Scott Griekspoor | Lucas Miedler Vincent Millot Uladzimir Ihnacik Jan Choinski           |
| 7 gennaio   | Da Nang Tennis Open Da Nang, Vietnam Challenger 80 – Cemento – 48S/4Q/16D                          | Marcel Granollers 6–2, 6–0                            | Matteo Viola                           | Denis Yevseyev Thai-Son Kwiatkowski      | Alen Avidzba Gerard Granollers Pujol Yang Tsung-hua Bai Yan           |
| 7 gennaio   | Da Nang Tennis Open Da Nang, Vietnam Challenger 80 – Cemento – 48S/4Q/16D                          | Hsieh Cheng-peng Christopher Rungkat 6–3, 2–6, [11–9] | Leander Paes Miguel Ángel Reyes Varela | Denis Yevseyev Thai-Son Kwiatkowski      | Alen Avidzba Gerard Granollers Pujol Yang Tsung-hua Bai Yan           |
| 14 gennaio  | Koblenz Open Coblenza, Germania Challenger 80 – Cemento (i) – 48S/4Q/16D                           | Gianluca Mager 2–6, 7–6(6), 6–2                       | Roberto Ortega Olmedo                  | Tallon Griekspoor Pavel Kotov            | Kaichi Uchida Aleksej Vatutin Carlos Taberner Mikael Ymer             |
| 14 gennaio  | Koblenz Open Coblenza, Germania Challenger 80 – Cemento (i) – 48S/4Q/16D                           | Zdeněk Kolář Adam Pavlásek 6–3, 6–4                   | Jürgen Melzer Filip Polášek            | Tallon Griekspoor Pavel Kotov            | Kaichi Uchida Aleksej Vatutin Carlos Taberner Mikael Ymer             |
| 21 gennaio  | Challenger Series - Newport Beach Newport Beach, Stati Uniti Challenger 125 – Cemento – 48S/4Q/16D | Taylor Fritz 7–6(7), 6–4                              | Brayden Schnur                         | Enzo Couacaud Donald Young               | Miomir Kecmanović Darian King Jason Jung Collin Altamirano            |
| 21 gennaio  | Challenger Series - Newport Beach Newport Beach, Stati Uniti Challenger 125 – Cemento – 48S/4Q/16D | Robert Galloway Nathaniel Lammons 7–5, 7–6(1)         | Romain Arneodo Andrėj Vasileŭski       | Enzo Couacaud Donald Young               | Miomir Kecmanović Darian King Jason Jung Collin Altamirano            |
| 21 gennaio  | Open de Rennes Rennes, Francia Challenger 90 – Cemento (i) – 48S/4Q/16D                            | Ričardas Berankis 6–4, 6–2                            | Antoine Hoang                          | Corentin Moutet Yannick Maden            | Marcos Baghdatis Quentin Halys Elias Ymer Benoît Paire                |
| 21 gennaio  | Open de Rennes Rennes, Francia Challenger 90 – Cemento (i) – 48S/4Q/16D                            | Sander Arends Tristan-Samuel Weissborn 6–4, 6–4       | David Pel Antonio Šančić               | Corentin Moutet Yannick Maden            | Marcos Baghdatis Quentin Halys Elias Ymer Benoît Paire                |
| 21 gennaio  | Burnie International Burnie, Australia Challenger 80 – Cemento – 48S/4Q/16D                        | Steven Diez 7–5, 6–1                                  | Maverick Banes                         | Jay Clarke Kamil Majchrzak               | Stefano Napolitano Harry Bourchier Sebastian Fanselow Stéphane Robert |
| 21 gennaio  | Burnie International Burnie, Australia Challenger 80 – Cemento – 48S/4Q/16D                        | Lloyd Harris Dudi Sela 6–3, 6(3)–7, [10–8]            | Mirza Bašić Tomislav Brkić             | Jay Clarke Kamil Majchrzak               | Stefano Napolitano Harry Bourchier Sebastian Fanselow Stéphane Robert |
| 21 gennaio  | Punta Open Punta del Este, Uruguay Challenger 80 – Terra rossa – 48S/4Q/16D                        | Thiago Monteiro 3–6, 6–2, 6–3                         | Facundo Argüello                       | Emilio Gómez Facundo Bagnis              | Kimmer Coppejans Gianluigi Quinzi Hugo Dellien Juan Ignacio Londero   |
| 21 gennaio  | Punta Open Punta del Este, Uruguay Challenger 80 – Terra rossa – 48S/4Q/16D                        | Guido Andreozzi Guillermo Durán 6–2, 6(6)–7, [10–8]   | Sander Gillé Joran Vliegen             | Emilio Gómez Facundo Bagnis              | Kimmer Coppejans Gianluigi Quinzi Hugo Dellien Juan Ignacio Londero   |
| 28 gennaio  | Cleveland Challenger Cleveland, Stati Uniti Challenger 90 – Cemento (i) – 48S/4Q/16D               | Maxime Cressy 6(4)–7, 7–6(6), 6–3                     | Mikael Torpegaard                      | Marcos Giron Darian King                 | Jared Hiltzik Borna Gojo Noah Rubin Brayden Schnur                    |
| 28 gennaio  | Cleveland Challenger Cleveland, Stati Uniti Challenger 90 – Cemento (i) – 48S/4Q/16D               | Romain Arneodo Andrėj Vasileŭski 6–4, 7–6(4)          | Robert Galloway Nathaniel Lammons      | Marcos Giron Darian King                 | Jared Hiltzik Borna Gojo Noah Rubin Brayden Schnur                    |
| 28 gennaio  | Launceston Tennis International Launceston, Australia Challenger 80 – Cemento – 48S/4Q/16D         | Lloyd Harris 6–2, 6–2                                 | Lorenzo Giustino                       | Dudi Sela Luke Saville                   | Nicola Kuhn Max Purcell Tristan Lamasine Jay Clarke                   |
| 28 gennaio  | Launceston Tennis International Launceston, Australia Challenger 80 – Cemento – 48S/4Q/16D         | Max Purcell Luke Saville 7–5, 6–4                     | Hiroki Moriya Mohamed Safwat           | Dudi Sela Luke Saville                   | Nicola Kuhn Max Purcell Tristan Lamasine Jay Clarke                   |
| 28 gennaio  | Open Quimper Bretagne Occidentale Quimper, Francia Challenger 80 – Cemento (i) – 48S/4Q/16D        | Grégoire Barrère 4–6, 6–2, 6–3                        | Daniel Evans                           | Mathias Bourgue Ugo Humbert              | Jürgen Zopp Matthias Bachinger Roman Safiullin Tobias Kamke           |
| 28 gennaio  | Open Quimper Bretagne Occidentale Quimper, Francia Challenger 80 – Cemento (i) – 48S/4Q/16D        | Fabrice Martin Hugo Nys 6–4, 6–2                      | David Pel Antonio Šančić               | Mathias Bourgue Ugo Humbert              | Jürgen Zopp Matthias Bachinger Roman Safiullin Tobias Kamke           |

### Febbraio
| Settimana   | Torneo                                                                                                  | Campione                                              | Finalista                              | Semifinalisti                          | Eliminati ai quarti                                                  |
| ----------- | --- | ----------------------------------------------------- | -------------------------------------- | -------------------------------------- | -------------------------------------------------------------------- |
| 4 febbraio  | Challenger of Dallas Dallas, Stati Uniti Challenger 110 – Cemento (i) – 48S/4Q/16D                      | Mitchell Krueger 4–6, 7–6(3), 6–1                     | Mackenzie McDonald                     | Reilly Opelka Bjorn Fratangelo         | Brayden Schnur Dominik Köpfer Jason Jung Marcos Giron                |
| 4 febbraio  | Challenger of Dallas Dallas, Stati Uniti Challenger 110 – Cemento (i) – 48S/4Q/16D                      | Marcos Giron Dennis Novikov 6–4, 7–6(3)               | Ante Pavić Ruan Roelofse               | Reilly Opelka Bjorn Fratangelo         | Brayden Schnur Dominik Köpfer Jason Jung Marcos Giron                |
| 4 febbraio  | Hungarian Challenger Open Budapest, Ungheria Challenger 80 – Cemento (i) – 48S/4Q/16D                   | Aleksandr Bublik 6–0, 6–3                             | Roberto Marcora                        | Oscar Otte Filip Horanský              | Zdeněk Kolář Mathias Bourgue Alex Molčan Viktor Galović              |
| 4 febbraio  | Hungarian Challenger Open Budapest, Ungheria Challenger 80 – Cemento (i) – 48S/4Q/16D                   | Kevin Krawietz Filip Polášek 7–5, 7–6(5)              | Filippo Baldi Luca Margaroli           | Oscar Otte Filip Horanský              | Zdeněk Kolář Mathias Bourgue Alex Molčan Viktor Galović              |
| 4 febbraio  | Chennai Open Challenger Chennai, India Challenger 80 – Cemento – 48S/4Q/16D                             | Corentin Moutet 6–3, 6–3                              | Andrew Harris                          | Prajnesh Gunneswaran Sasi Kumar Mukund | James Duckworth Alejandro Davidovich Fokina Brydan Klein Nicola Kuhn |
| 4 febbraio  | Chennai Open Challenger Chennai, India Challenger 80 – Cemento – 48S/4Q/16D                             | Gianluca Mager Andrea Pellegrino 6–4, 7–6(7)          | Matt Reid Luke Saville                 | Prajnesh Gunneswaran Sasi Kumar Mukund | James Duckworth Alejandro Davidovich Fokina Brydan Klein Nicola Kuhn |
| 11 febbraio | Challenger La Manche Cherbourg, Francia Challenger 80 – Cemento (i) – 48S/4Q/16D                        | Ugo Humbert 6(6)–7, 6–3, 6–3                          | Steve Darcis                           | Mats Moraing Stefano Travaglia         | Oscar Otte Nicolas Mahut Luca Vanni Lukáš Rosol                      |
| 11 febbraio | Challenger La Manche Cherbourg, Francia Challenger 80 – Cemento (i) – 48S/4Q/16D                        | Robert Galloway Nathaniel Lammons 4–6, 7–6(4), [10–8] | Javier Barranco Cosano Raul Brancaccio | Mats Moraing Stefano Travaglia         | Oscar Otte Nicolas Mahut Luca Vanni Lukáš Rosol                      |
| 11 febbraio | Bangkok Challenger Bangkok, Thailandia Challenger 80 – Cemento – 48S/4Q/16D                             | Henri Laaksonen 6–2, 6–4                              | Dudi Sela                              | James Duckworth Tatsuma Itō            | JC Aragone Gō Soeda Tobias Kamke Kwon Soon-woo                       |
| 11 febbraio | Bangkok Challenger Bangkok, Thailandia Challenger 80 – Cemento – 48S/4Q/16D                             | Gong Maoxin Zhang Ze 6–4, 6–4                         | Hsieh Cheng-peng Christopher Rungkat   | James Duckworth Tatsuma Itō            | JC Aragone Gō Soeda Tobias Kamke Kwon Soon-woo                       |
| 18 febbraio | Internazionali di Tennis di Bergamo Bergamo, Italia Challenger 80 – Cemento (i) – 48S/4Q/16D            | Jannik Sinner 6–3, 6–1                                | Roberto Marcora                        | Tristan Lamasine Arthur De Greef       | Stefano Napolitano Gianluigi Quinzi Luca Vanni Jan Choinski          |
| 18 febbraio | Internazionali di Tennis di Bergamo Bergamo, Italia Challenger 80 – Cemento (i) – 48S/4Q/16D            | Laurynas Grigelis Zdeněk Kolář 7–5, 7–6(7)            | Tomislav Brkić Dustin Brown            | Tristan Lamasine Arthur De Greef       | Stefano Napolitano Gianluigi Quinzi Luca Vanni Jan Choinski          |
| 18 febbraio | Morelos Open Cuernavaca, Messico Challenger 80 – Cemento – 48S/4Q/16D                                   | Matías Franco Descotte 6–1, 6–4                       | Gonzalo Escobar                        | Evan King Steven Diez                  | Roberto Ortega Olmedo Renzo Olivo Facundo Mena Roberto Quiroz        |
| 18 febbraio | Morelos Open Cuernavaca, Messico Challenger 80 – Cemento – 48S/4Q/16D                                   | André Göransson Marc-Andrea Hüsler 6–3, 3–6, [11–9]   | Gonzalo Escobar Luis David Martínez    | Evan King Steven Diez                  | Roberto Ortega Olmedo Renzo Olivo Facundo Mena Roberto Quiroz        |
| 18 febbraio | Bangkok Challenger II Bangkok, Thailandia Challenger 80 – Cemento – 48S/4Q/16D                          | James Duckworth 6–4, 6–3                              | Alejandro Davidovich Fokina            | Prajnesh Gunneswaran Dudi Sela         | Gō Soeda Gianluca Mager Hiroki Moriya Li Zhe                         |
| 18 febbraio | Bangkok Challenger II Bangkok, Thailandia Challenger 80 – Cemento – 48S/4Q/16D                          | Li Zhe Gonçalo Oliveira 6–2, 6–1                      | Enrique López Pérez Hiroki Moriya      | Prajnesh Gunneswaran Dudi Sela         | Gō Soeda Gianluca Mager Hiroki Moriya Li Zhe                         |
| 25 febbraio | Challenger Series - Indian Wells Indian Wells, Stati Uniti Challenger 125 – Cemento – 48S/4Q/16D        | Kyle Edmund 6–3, 6–2                                  | Andrej Rublëv                          | Lloyd Harris Daniel Evans              | Yannick Maden Salvatore Caruso Alex Bolt Jason Jung                  |
| 25 febbraio | Challenger Series - Indian Wells Indian Wells, Stati Uniti Challenger 125 – Cemento – 48S/4Q/16D        | JC Aragone Marcos Giron 6–4, 6–4                      | Darian King Hunter Reese               | Lloyd Harris Daniel Evans              | Yannick Maden Salvatore Caruso Alex Bolt Jason Jung                  |
| 25 febbraio | Open Pau-Pyrénées Pau, Francia Challenger 90 – Cemento (i) – 48S/4Q/16D                                 | Aleksandr Bublik 5–7, 6–3, 6–3                        | Norbert Gombos                         | Grégoire Barrère Steve Darcis          | Roman Safiullin Maxime Janvier Sebastian Ofner Quentin Halys         |
| 25 febbraio | Open Pau-Pyrénées Pau, Francia Challenger 90 – Cemento (i) – 48S/4Q/16D                                 | Scott Clayton Adil Shamasdin 7–6(4), 5–7, [10–8]      | Sander Arends Tristan-Samuel Weissborn | Grégoire Barrère Steve Darcis          | Roman Safiullin Maxime Janvier Sebastian Ofner Quentin Halys         |
| 25 febbraio | Keio Challenger International Tennis Tournament Yokohama, Giappone Challenger 80 – Cemento – 48S/4Q/16D | Kwon Soon-woo 7–6(4), 6–3                             | Oscar Otte                             | Yūichi Sugita Andrew Harris            | Lee Duck-hee Dudi Sela Yang Tsung-hua Gianluca Mager                 |
| 25 febbraio | Keio Challenger International Tennis Tournament Yokohama, Giappone Challenger 80 – Cemento – 48S/4Q/16D | Moez Echargui Skander Mansouri 7–6(6), 6(3)–7, [10–7] | Max Purcell Luke Saville               | Yūichi Sugita Andrew Harris            | Lee Duck-hee Dudi Sela Yang Tsung-hua Gianluca Mager                 |

### Marzo
| Settimana | Torneo                                                                                        | Campione                                              | Finalista                        | Semifinalisti                              | Eliminati ai quarti                                                  |
| --------- | --------------------------------------------------------------------------------------------- | ----------------------------------------------------- | -------------------------------- | ------------------------------------------ | -------------------------------------------------------------------- |
| 4 marzo   | Zhuhai Open Zhuhai, Cina Challenger 80 – Cemento – 48S/4Q/16D                                 | Enrique López Pérez 6–1, 6–4                          | Evgenij Karlovskij               | Kaichi Uchida Zhang Ze                     | Mohamed Safwat Wu Yibing Hiroki Moriya Marcos Baghdatis              |
| 4 marzo   | Zhuhai Open Zhuhai, Cina Challenger 80 – Cemento – 48S/4Q/16D                                 | Gong Maoxin Zhang Ze 6–4, 6–4                         | Max Purcell Luke Saville         | Kaichi Uchida Zhang Ze                     | Mohamed Safwat Wu Yibing Hiroki Moriya Marcos Baghdatis              |
| 4 marzo   | Santiago Challenger Santiago del Cile, Cile Challenger 80 – Terra rossa – 48S/4Q/16D          | Hugo Dellien 5–7, 7–6(1), 6–1                         | Wu Tung-lin                      | Pablo Andújar Thomaz Bellucci              | Pedro Martínez Thiago Monteiro Alessandro Giannessi Kimmer Coppejans |
| 4 marzo   | Santiago Challenger Santiago del Cile, Cile Challenger 80 – Terra rossa – 48S/4Q/16D          | Franco Agamenone Fernando Romboli 7–6(5), 1–6, [10–6] | Facundo Argüello Martín Cuevas   | Pablo Andújar Thomaz Bellucci              | Pedro Martínez Thiago Monteiro Alessandro Giannessi Kimmer Coppejans |
| 11 marzo  | Arizona Tennis Classic Phoenix, Stati Uniti Challenger 125 – Cemento – 48S/4Q/16D             | Matteo Berrettini 3–6, 7–6(6), 7–6(2)                 | Michail Kukuškin                 | Salvatore Caruso Guido Andreozzi           | David Goffin Nicolás Jarry John Millman Lorenzo Sonego               |
| 11 marzo  | Arizona Tennis Classic Phoenix, Stati Uniti Challenger 125 – Cemento – 48S/4Q/16D             | Jamie Murray Neal Skupski 6(2)–7, 7–5, [10–6]         | Austin Krajicek Artem Sitak      | Salvatore Caruso Guido Andreozzi           | David Goffin Nicolás Jarry John Millman Lorenzo Sonego               |
| 11 marzo  | Challenger de Drummondville Drummondville, Canada Challenger 80 – Cemento (i) – 48S/4Q/16D    | Ričardas Berankis 6–3, 7–5                            | Yannick Maden                    | Matteo Viola Michael Redlicki              | Mikael Torpegaard Arthur De Greef Jürgen Zopp Roberto Cid Subervi    |
| 11 marzo  | Challenger de Drummondville Drummondville, Canada Challenger 80 – Cemento (i) – 48S/4Q/16D    | Scott Clayton Adil Shamasdin 7–5, 3–6, [10–5]         | Matt Reid John-Patrick Smith     | Matteo Viola Michael Redlicki              | Mikael Torpegaard Arthur De Greef Jürgen Zopp Roberto Cid Subervi    |
| 11 marzo  | Pingshan Open Shenzhen, Cina Challenger 90 – Cemento – 48S/4Q/16D                             | Marcos Baghdatis 6–2, 3–6, 6–4                        | Stefano Napolitano               | Brayden Schnur Baptiste Crepatte           | Lee Duck-hee Enrique López Pérez Marc Polmans Kwon Soon-woo          |
| 11 marzo  | Pingshan Open Shenzhen, Cina Challenger 90 – Cemento – 48S/4Q/16D                             | Hsieh Cheng-peng Christopher Rungkat 6–4, 3–6, [10–6] | Li Zhe Gonçalo Oliveira          | Brayden Schnur Baptiste Crepatte           | Lee Duck-hee Enrique López Pérez Marc Polmans Kwon Soon-woo          |
| 18 marzo  | Play In Challenger Lilla, Francia Challenger 80 – Cemento (i) – 48S/4Q/16D                    | Grégoire Barrère 6–2, 4–6, 6–4                        | Yannick Maden                    | Sebastian Ofner Quentin Halys              | Norbert Gombos Aslan Karacev Tobias Kamke Jan Choinski               |
| 18 marzo  | Play In Challenger Lilla, Francia Challenger 80 – Cemento (i) – 48S/4Q/16D                    | Romain Arneodo Hugo Nys 7–5, 5–7, [10–8]              | Jonathan Erlich Fabrice Martin   | Sebastian Ofner Quentin Halys              | Norbert Gombos Aslan Karacev Tobias Kamke Jan Choinski               |
| 18 marzo  | International Challenger Zhangjiagang Zhangjiagang, Cina Challenger 80 – Cemento – 48S/4Q/16D | Marc Polmans 6–4, 4–6, 7–6(4)                         | Lorenzo Giustino                 | Viktor Galović Mathias Bourgue             | Uladzimir Ihnacik Kwon Soon-woo Zhang Ze Stefano Napolitano          |
| 18 marzo  | International Challenger Zhangjiagang Zhangjiagang, Cina Challenger 80 – Cemento – 48S/4Q/16D | Max Purcell Luke Saville 6–2, 7–6(5)                  | Sriram Balaji Hans Hach Verdugo  | Viktor Galović Mathias Bourgue             | Uladzimir Ihnacik Kwon Soon-woo Zhang Ze Stefano Napolitano          |
| 25 marzo  | Saint-Brieuc Challenger Saint-Brieuc, Francia Challenger 80 – Cemento (i) – 48S/4Q/16D        | Kamil Majchrzak 6–3, 7–6(1)                           | Maxime Janvier                   | Ričardas Berankis Corentin Moutet          | Antoine Hoang Grégoire Barrère Evgenij Donskoj Nicolas Mahut         |
| 25 marzo  | Saint-Brieuc Challenger Saint-Brieuc, Francia Challenger 80 – Cemento (i) – 48S/4Q/16D        | Jonathan Erlich Fabrice Martin 7–6(2), 7–6(2)         | Jonathan Eysseric Antonio Šančić | Ričardas Berankis Corentin Moutet          | Antoine Hoang Grégoire Barrère Evgenij Donskoj Nicolas Mahut         |
| 25 marzo  | Andalucía Challenger Marbella, Spagna Challenger 80 – Terra rossa – 48S/4Q/16D                | Pablo Andújar 4–6, 7–6(6), 6–4                        | Benoît Paire                     | Pedro Martínez Alejandro Davidovich Fokina | Alessandro Giannessi Jiří Veselý Thiago Monteiro Gianluca Mager      |
| 25 marzo  | Andalucía Challenger Marbella, Spagna Challenger 80 – Terra rossa – 48S/4Q/16D                | Kevin Krawietz Andreas Mies 7–6(6), 2–6, [10–6]       | Sander Gillé Joran Vliegen       | Pedro Martínez Alejandro Davidovich Fokina | Alessandro Giannessi Jiří Veselý Thiago Monteiro Gianluca Mager      |

### Aprile
| Settimana | Torneo                                                                                                  | Campione                                                    | Finalista                              | Semifinalisti                            | Eliminati ai quarti                                                          |
| --------- | --- | ----------------------------------------------------------- | -------------------------------------- | ---------------------------------------- | ---------------------------------------------------------------------------- |
| 1º aprile | Monterrey Challenger Monterrey, Messico Challenger 125 – Cemento – 48S/4Q/16D                           | Aleksandr Bublik 6–3, 6–2                                   | Emilio Gómez                           | Tennys Sandgren Donald Young             | Marcos Giron Feliciano López Peter Polansky Bradley Klahn                    |
| 1º aprile | Monterrey Challenger Monterrey, Messico Challenger 125 – Cemento – 48S/4Q/16D                           | Evan King Nathan Pasha 7–5, 6–2                             | Santiago González Aisam-ul-Haq Qureshi | Tennys Sandgren Donald Young             | Marcos Giron Feliciano López Peter Polansky Bradley Klahn                    |
| 1º aprile | Sophia Antipolis Open Sophia-Antipolis, Francia Challenger 90 – Terra rossa – 48S/4Q/16D                | Dustin Brown 6–3, 7–5                                       | Filip Krajinović                       | Roberto Marcora Rudolf Molleker          | Gianluca Mager Filippo Baldi Simone Bolelli Matteo Donati                    |
| 1º aprile | Sophia Antipolis Open Sophia-Antipolis, Francia Challenger 90 – Terra rossa – 48S/4Q/16D                | Thiemo de Bakker Robin Haase 6–4, 6–4                       | Enzo Couacaud Tristan Lamasine         | Roberto Marcora Rudolf Molleker          | Gianluca Mager Filippo Baldi Simone Bolelli Matteo Donati                    |
| 1º aprile | JC Ferrero Challenger Open Alicante, Spagna Challenger 80 – Terra rossa – 48S/4Q/16D                    | Pablo Andújar 6–3, 3–6, 6–3                                 | Pedro Martínez                         | Carlos Taberner José Hernández-Fernández | João Domingues Salvatore Caruso Pedro Sousa Mario Vilella Martínez           |
| 1º aprile | JC Ferrero Challenger Open Alicante, Spagna Challenger 80 – Terra rossa – 48S/4Q/16D                    | Thomaz Bellucci Guillermo Durán 2–6, 7–5, [10–5]            | Gerard Granollers Pujol Pedro Martínez | Carlos Taberner José Hernández-Fernández | João Domingues Salvatore Caruso Pedro Sousa Mario Vilella Martínez           |
| 8 aprile  | Santaizi ATP Challenger Taipei, Taiwan Challenger 125 – Cemento (i) – 48S/4Q/16D                        | Dennis Novak 6–2, 6–4                                       | Serhij Stachovs'kyj                    | Kwon Soon-woo Gō Soeda                   | Ramkumar Ramanathan Yūichi Sugita Tatsuma Itō Jason Jung                     |
| 8 aprile  | Santaizi ATP Challenger Taipei, Taiwan Challenger 125 – Cemento (i) – 48S/4Q/16D                        | Sriram Balaji Jonathan Erlich 6–3, 6–2                      | Sander Arends Tristan-Samuel Weissborn | Kwon Soon-woo Gō Soeda                   | Ramkumar Ramanathan Yūichi Sugita Tatsuma Itō Jason Jung                     |
| 8 aprile  | Open Città della Disfida Barletta, Italia Challenger 80 – Terra rossa – 48S/4Q/16D                      | Gianluca Mager 7–6(7), 5–7, 3–2 rit.                        | Nikola Milojević                       | Mohamed Safwat Viktor Galović            | Jacopo Berrettini Federico Coria Filip Horanský Stefano Napolitano           |
| 8 aprile  | Open Città della Disfida Barletta, Italia Challenger 80 – Terra rossa – 48S/4Q/16D                      | Denys Molčanov Igor Zelenay 7–6(1), 6–4                     | Tomislav Brkić Tomislav Draganja       | Mohamed Safwat Viktor Galović            | Jacopo Berrettini Federico Coria Filip Horanský Stefano Napolitano           |
| 8 aprile  | Murcia Open Murcia, Spagna Challenger 80 – Terra rossa – 48S/4Q/16D                                     | Roberto Carballés Baena 2–6, 6–0, 6–2                       | Mikael Ymer                            | Tallon Griekspoor Kimmer Coppejans       | Salvatore Caruso Rudolf Molleker Bernabé Zapata Miralles Enrique López Pérez |
| 8 aprile  | Murcia Open Murcia, Spagna Challenger 80 – Terra rossa – 48S/4Q/16D                                     | Marcus Daniell David Marrero 6–4, 6–4                       | Rameez Junaid Andrėj Vasileŭski        | Tallon Griekspoor Kimmer Coppejans       | Salvatore Caruso Rudolf Molleker Bernabé Zapata Miralles Enrique López Pérez |
| 15 aprile | Kunming Open Anning, Cina Challenger 125 – Terra rossa – 48S/4Q/16D                                     | Jay Clarke 6–4, 6–3                                         | Prajnesh Gunneswaran                   | Gonçalo Oliveira Kamil Majchrzak         | James Duckworth Alex Bolt Ramkumar Ramanathan Nikola Milojević               |
| 15 aprile | Kunming Open Anning, Cina Challenger 125 – Terra rossa – 48S/4Q/16D                                     | Max Purcell Luke Saville 4–6, 7–5, [10–5]                   | David Pel Hans Podlipnik-Castillo      | Gonçalo Oliveira Kamil Majchrzak         | James Duckworth Alex Bolt Ramkumar Ramanathan Nikola Milojević               |
| 15 aprile | Sarasota Open Sarasota, Stati Uniti Challenger 100 – Terra verde – 48S/4Q/16D                           | Tommy Paul 6–3, 6–4                                         | Tennys Sandgren                        | Andrea Collarini Marcos Giron            | Aslan Karacev Paolo Lorenzi Sebastian Korda Peter Polansky                   |
| 15 aprile | Sarasota Open Sarasota, Stati Uniti Challenger 100 – Terra verde – 48S/4Q/16D                           | Martín Cuevas Paolo Lorenzi 7–6(5), 7–6(6)                  | Luke Bambridge Jonny O'Mara            | Andrea Collarini Marcos Giron            | Aslan Karacev Paolo Lorenzi Sebastian Korda Peter Polansky                   |
| 15 aprile | Tunis Open Tunisi, Tunisia Challenger 80 – Terra rossa – 48S/4Q/16D                                     | Pablo Cuevas 7–5, 6–4                                       | João Domingues                         | Lorenzo Giustino Thomaz Bellucci         | Daniel Gimeno Traver Facundo Argüello Gian Marco Moroni Attila Balázs        |
| 15 aprile | Tunis Open Tunisi, Tunisia Challenger 80 – Terra rossa – 48S/4Q/16D                                     | Ruben Bemelmans Tim Pütz 6–3, 6–1                           | Facundo Argüello Guillermo Durán       | Lorenzo Giustino Thomaz Bellucci         | Daniel Gimeno Traver Facundo Argüello Gian Marco Moroni Attila Balázs        |
| 15 aprile | San Luis Potosí Challenger San Luis Potosí, Messico Challenger 80 – Terra rossa – 48S/4Q/16D            | Marc-Andrea Hüsler 7–5, 7–6(3)                              | Adrián Menéndez Maceiras               | Pedro Sakamoto Facundo Mena              | Marcelo Tomás Barrios Vera Lucas Miedler Ante Pavić Alexandre Müller         |
| 15 aprile | San Luis Potosí Challenger San Luis Potosí, Messico Challenger 80 – Terra rossa – 48S/4Q/16D            | Marcelo Arévalo Miguel Ángel Reyes Varela 1–6, 6–4, [12–10] | Ariel Behar Roberto Quiroz             | Pedro Sakamoto Facundo Mena              | Marcelo Tomás Barrios Vera Lucas Miedler Ante Pavić Alexandre Müller         |
| 22 aprile | Torneo Internacional Challenger León León, Messico Challenger 80 – Cemento – 48S/4Q/16D                 | Blaž Rola 6–4, 4–6, 6–3                                     | Liam Broady                            | Aleksandr Bublik James Ward              | Roberto Quiroz Sebastian Ofner Gonzalo Escobar Marcelo Arévalo               |
| 22 aprile | Torneo Internacional Challenger León León, Messico Challenger 80 – Cemento – 48S/4Q/16D                 | Lucas Miedler Sebastian Ofner 4–6, 6–4, [10–6]              | Matt Reid John-Patrick Smith           | Aleksandr Bublik James Ward              | Roberto Quiroz Sebastian Ofner Gonzalo Escobar Marcelo Arévalo               |
| 22 aprile | Tallahassee Tennis Challenger Tallahassee, Stati Uniti Challenger 80 – Terra verde – 48S/4Q/16D         | Emilio Gómez 6–2, 6–2                                       | Tommy Paul                             | Corentin Moutet Tennys Sandgren          | Nino Serdarušić Sumit Nagal Mikael Torpegaard Noah Rubin                     |
| 22 aprile | Tallahassee Tennis Challenger Tallahassee, Stati Uniti Challenger 80 – Terra verde – 48S/4Q/16D         | Roberto Maytín Fernando Romboli 6–2, 4–6, [10–7]            | Thai-Son Kwiatkowski Noah Rubin        | Corentin Moutet Tennys Sandgren          | Nino Serdarušić Sumit Nagal Mikael Torpegaard Noah Rubin                     |
| 22 aprile | Internazionali di Tennis d'Abruzzo Francavilla al Mare, Italia Challenger 80 – Terra rossa – 48S/4Q/16D | Stefano Travaglia 6–3, 6(3)–7, 6–3                          | Oscar Otte                             | Maximilian Marterer Norbert Gombos       | Mikael Ymer Rudolf Molleker Federico Gaio Tomislav Brkić                     |
| 22 aprile | Internazionali di Tennis d'Abruzzo Francavilla al Mare, Italia Challenger 80 – Terra rossa – 48S/4Q/16D | Denys Molčanov Igor Zelenay 6–3, 6–2                        | Guillermo Durán David Vega Hernández   | Maximilian Marterer Norbert Gombos       | Mikael Ymer Rudolf Molleker Federico Gaio Tomislav Brkić                     |
| 22 aprile | ATP Challenger China International Nanchang Nanchang, Cina Challenger 80 – Terra rossa (i) – 48S/4Q/16D | Andrej Martin 6–4, 1–6, 6–3                                 | Jordan Thompson                        | Ramkumar Ramanathan Nikola Milojević     | Gō Soeda Zhang Zhizhen Ben Patael Andrew Harris                              |
| 22 aprile | ATP Challenger China International Nanchang Nanchang, Cina Challenger 80 – Terra rossa (i) – 48S/4Q/16D | Sander Arends Tristan-Samuel Weissborn 6–2, 6–4             | Alex Bolt Akira Santillan              | Ramkumar Ramanathan Nikola Milojević     | Gō Soeda Zhang Zhizhen Ben Patael Andrew Harris                              |
| 29 aprile | Tournoi International de Tennis de Bordeaux Bordeaux, Francia Challenger 110 – Terra rossa – 48S/4Q/16D | Lucas Pouille 6–3, 6–3                                      | Mikael Ymer                            | Grégoire Barrère Filip Horanský          | Quentin Halys Gianluca Mager Jo-Wilfried Tsonga Adrian Mannarino             |
| 29 aprile | Tournoi International de Tennis de Bordeaux Bordeaux, Francia Challenger 110 – Terra rossa – 48S/4Q/16D | Grégoire Barrère Quentin Halys 6–4, 6–1                     | Romain Arneodo Hugo Nys                | Grégoire Barrère Filip Horanský          | Quentin Halys Gianluca Mager Jo-Wilfried Tsonga Adrian Mannarino             |
| 29 aprile | Puerto Vallarta Open Puerto Vallarta, Messico Challenger 110 – Cemento – 48S/4Q/16D                     | Sebastian Ofner 7–6(8), 3–6, 6–3                            | John-Patrick Smith                     | Alejandro Tabilo Mirza Bašić             | Darian King Yusuke Takahashi Blaž Rola Lucas Miedler                         |
| 29 aprile | Puerto Vallarta Open Puerto Vallarta, Messico Challenger 110 – Cemento – 48S/4Q/16D                     | Matt Reid John-Patrick Smith 7–6(10), 6–3                   | Gonzalo Escobar Luis David Martínez    | Alejandro Tabilo Mirza Bašić             | Darian King Yusuke Takahashi Blaž Rola Lucas Miedler                         |
| 29 aprile | Seoul Open Challenger Seul, Sud Corea Challenger 100 – Cemento – 48S/4Q/16D                             | Kwon Soon-woo 7–5, 7–5                                      | Max Purcell                            | Wu Tung-lin Nikola Milojević             | Yasutaka Uchiyama Alex Bolt Li Zhe Tatsuma Itō                               |
| 29 aprile | Seoul Open Challenger Seul, Sud Corea Challenger 100 – Cemento – 48S/4Q/16D                             | Max Purcell Luke Saville 6–4, 7–6(7)                        | Ruben Bemelmans Serhij Stachovs'kyj    | Wu Tung-lin Nikola Milojević             | Yasutaka Uchiyama Alex Bolt Li Zhe Tatsuma Itō                               |
| 29 aprile | Savannah Challenger Savannah, Stati Uniti Challenger 90 – Terra verde – 48S/4Q/16D                      | Federico Coria 6–3, 4–6, 6–2                                | Paolo Lorenzi                          | Aleksandar Vukic Sumit Nagal             | Alexandre Müller Tommy Paul Corentin Moutet Christopher Eubanks              |
| 29 aprile | Savannah Challenger Savannah, Stati Uniti Challenger 90 – Terra verde – 48S/4Q/16D                      | Roberto Maytín Fernando Romboli 6(5)–7, 6–4, [11–9]         | Manuel Guinard Arthur Rinderknech      | Aleksandar Vukic Sumit Nagal             | Alexandre Müller Tommy Paul Corentin Moutet Christopher Eubanks              |
| 29 aprile | Ostrava Open Challenger Ostrava, Repubblica Ceca Challenger 80 – Terra rossa – 48S/4Q/16D               | Kamil Majchrzak 6–1, 6–0                                    | Jannik Sinner                          | Lloyd Harris Steven Diez                 | Stefano Travaglia Dennis Novak Tomáš Macháč Jiří Veselý                      |
| 29 aprile | Ostrava Open Challenger Ostrava, Repubblica Ceca Challenger 80 – Terra rossa – 48S/4Q/16D               | Luca Margaroli Filip Polášek 6–4, 2–6, [10–8]               | Thiemo de Bakker Tallon Griekspoor     | Lloyd Harris Steven Diez                 | Stefano Travaglia Dennis Novak Tomáš Macháč Jiří Veselý                      |

### Maggio
| Settimana | Torneo                                                                                   | Campione                                              | Finalista                          | Semifinalisti                        | Eliminati ai quarti                                                               |
| --------- | ---------------------------------------------------------------------------------------- | ----------------------------------------------------- | ---------------------------------- | ------------------------------------ | --------------------------------------------------------------------------------- |
| 6 maggio  | Open du Pays d'Aix Aix-en-Provence, Francia Challenger 125 – Terra rossa – 48S/4Q/16D    | Pablo Cuevas 7–5, 3–6, 6–2                            | Quentin Halys                      | Hugo Nys Aleksej Vatutin             | Elias Ymer Gianluca Mager Daniel Masur Benjamin Hassan                            |
| 6 maggio  | Open du Pays d'Aix Aix-en-Provence, Francia Challenger 125 – Terra rossa – 48S/4Q/16D    | Kevin Krawietz Jürgen Melzer 7–6(7), 6–2              | Frederik Nielsen Tim Pütz          | Hugo Nys Aleksej Vatutin             | Elias Ymer Gianluca Mager Daniel Masur Benjamin Hassan                            |
| 6 maggio  | Busan Open Busan, Corea del Sud Challenger 125 – Cemento – 48S/4Q/16D                    | Ričardas Berankis 7–6(5), 6–2                         | Andrew Harris                      | Yasutaka Uchiyama Akira Santillan    | Chung Yun-seong Tatsuma Itō Evgenij Donskoj Gō Soeda                              |
| 6 maggio  | Busan Open Busan, Corea del Sud Challenger 125 – Cemento – 48S/4Q/16D                    | Hsieh Cheng-peng Christopher Rungkat 7–6(7), 6–1      | Toshihide Matsui Vishnu Vardhan    | Yasutaka Uchiyama Akira Santillan    | Chung Yun-seong Tatsuma Itō Evgenij Donskoj Gō Soeda                              |
| 6 maggio  | Roma Open Roma, Italia Challenger 90 – Terra rossa – 48S/4Q/16D                          | Henri Laaksonen 6(2)–7 ,7–6(2), 6–2                   | Gian Marco Moroni                  | Adam Pavlásek Paolo Lorenzi          | Kamil Majchrzak Filip Horanský Salvatore Caruso Stefano Napolitano                |
| 6 maggio  | Roma Open Roma, Italia Challenger 90 – Terra rossa – 48S/4Q/16D                          | Philipp Oswald Filip Polášek 6–4, 7–6(7)              | Nikola Ćaćić Adam Pavlásek         | Adam Pavlásek Paolo Lorenzi          | Kamil Majchrzak Filip Horanský Salvatore Caruso Stefano Napolitano                |
| 6 maggio  | Braga Open Braga, Portogallo Challenger 80 – Terra rossa – 48S/4Q/16D                    | João Domingues 6(5)–7, 6–2, 6–3                       | Facundo Bagnis                     | Bernabé Zapata Miralles Zdeněk Kolář | Dominik Koepfer Norbert Gombos Geoffrey Blancaneaux Tallon Griekspoor             |
| 6 maggio  | Braga Open Braga, Portogallo Challenger 80 – Terra rossa – 48S/4Q/16D                    | Gerard Granollers Fabrício Neis 6–4, 6–3              | Kimmer Coppejans Zdeněk Kolář      | Bernabé Zapata Miralles Zdeněk Kolář | Dominik Koepfer Norbert Gombos Geoffrey Blancaneaux Tallon Griekspoor             |
| 6 maggio  | Shymkent Challenger Şımkent, Kazakistan Challenger 80 – Terra rossa – 48S/4Q/16D         | Andrej Martin 5–7, 6–4, 6–4                           | Dmitry Popko                       | Jahor Herasimaŭ Oleksandr Nedovjesov | Roberto Cid Subervi Marcelo Tomás Barrios Vera Sanjar Fayziev Jay Clarke          |
| 6 maggio  | Shymkent Challenger Şımkent, Kazakistan Challenger 80 – Terra rossa – 48S/4Q/16D         | Jurij Rodionov Emil Ruusuvuori 6–4, 3–6, [10–8]       | Gonçalo Oliveira Andrėj Vasileŭski | Jahor Herasimaŭ Oleksandr Nedovjesov | Roberto Cid Subervi Marcelo Tomás Barrios Vera Sanjar Fayziev Jay Clarke          |
| 13 maggio | Heilbronner Neckarcup Heillbron, Germania Challenger 100 – Terra rossa – 48S/4Q/16D      | Filip Krajinović 6–3, 6–1                             | Arthur de Greef                    | Stefano Travaglia Dennis Novak       | Viktor Trociki Hugo Dellien Matthias Bachinger Rudolf Molleker                    |
| 13 maggio | Heilbronner Neckarcup Heillbron, Germania Challenger 100 – Terra rossa – 48S/4Q/16D      | Kevin Krawitez Andreas Mies 6–2, 6–4                  | Andre Begemann Fabrice Martin      | Stefano Travaglia Dennis Novak       | Viktor Trociki Hugo Dellien Matthias Bachinger Rudolf Molleker                    |
| 13 maggio | Lisboa Belém Open Lisbona, Portogallo Challenger 100 – Terra rossa – 48S/4Q/16D          | Roberto Carballés Baena 2–6, 7–6(5), 6–1              | Facundo Bagnis                     | Lorenzo Giustino Pedro Martínez      | Sandro Ehrat Mario Vilella Martínez Guido Andreozzi Elliot Benchetrit             |
| 13 maggio | Lisboa Belém Open Lisbona, Portogallo Challenger 100 – Terra rossa – 48S/4Q/16D          | Philipp Oswald Filip Polášek 7–5, 6–2                 | Guido Andreozzi Guillermo Durán    | Lorenzo Giustino Pedro Martínez      | Sandro Ehrat Mario Vilella Martínez Guido Andreozzi Elliot Benchetrit             |
| 13 maggio | Gwangju Open Gwangju, Corea del Sud Challenger 80 – Cemento – 48S/4Q/16D                 | Jason Jung 6–4, 6–2                                   | Dudi Sela                          | Akira Santillan Kwon Soon-woo        | Li Zhe Lukáš Lacko Evgenij Donskoj Wu Tung-lin                                    |
| 13 maggio | Gwangju Open Gwangju, Corea del Sud Challenger 80 – Cemento – 48S/4Q/16D                 | Hsieh Cheng-peng Christopher Rungkat 6–3, 3–6, [10–6] | Nam Ji-sung Song Min-kyu           | Akira Santillan Kwon Soon-woo        | Li Zhe Lukáš Lacko Evgenij Donskoj Wu Tung-lin                                    |
| 13 maggio | Samarkand Challenger Samarcanda, Uzbekistan Challenger 80 – Terra rossa – 48S/4Q/16D     | João Menezes 7–6(2), 7–6(7)                           | Corentin Moutet                    | Andrej Martin Sumit Nagal            | Gonçalo Oliveira José Hernández-Fernández Uladzimir Ihnacik Roberto Ortega Olmedo |
| 13 maggio | Samarkand Challenger Samarcanda, Uzbekistan Challenger 80 – Terra rossa – 48S/4Q/16D     | Gonçalo Oliveira Andrėj Vasileŭski 3–6, 6–3, [10–4]   | Sergey Fomin Tejmuraz Gabašvili    | Andrej Martin Sumit Nagal            | Gonçalo Oliveira José Hernández-Fernández Uladzimir Ihnacik Roberto Ortega Olmedo |
| 20 maggio | Jerusalem Open Gerusalemme, Israele Challenger 80 – Cemento – 48S/4Q/16D                 | Danilo Petrović 7–6(3), 6(8)–7, 6–1                   | Filip Peliwo                       | Brayden Schnur Saketh Myneni         | Arthur Rinderknech Viktor Durasovic Edan Leshem Sasikumar Mukund                  |
| 20 maggio | Jerusalem Open Gerusalemme, Israele Challenger 80 – Cemento – 48S/4Q/16D                 | Ariel Behar Gonzalo Escobar 6–4, 7–6(5)               | Evan King Julian Ocleppo           | Brayden Schnur Saketh Myneni         | Arthur Rinderknech Viktor Durasovic Edan Leshem Sasikumar Mukund                  |
| 27 maggio | Internazionali Città di Vicenza Vicenza, Italia Challenger 80 – Terra rossa – 48S/4Q/16D | Alessandro Giannessi 7–5, 6–2                         | Filippo Baldi                      | Gianluca Mager Benjamin Hassan       | Francesco Forti Marc Polmans Facundo Bagnis Andrea Pellegrino                     |
| 27 maggio | Internazionali Città di Vicenza Vicenza, Italia Challenger 80 – Terra rossa – 48S/4Q/16D | Gonçalo Oliveira Andrėj Vasileŭski 6–3, 6–4           | Fabrício Neis Fernando Romboli     | Gianluca Mager Benjamin Hassan       | Francesco Forti Marc Polmans Facundo Bagnis Andrea Pellegrino                     |

### Giugno
| Settimana | Torneo                                                                                         | Campione                                                   | Finalista                          | Semifinalisti                           | Eliminati ai quarti                                                    |
| --------- | ---------------------------------------------------------------------------------------------- | ---------------------------------------------------------- | ---------------------------------- | --------------------------------------- | ---------------------------------------------------------------------- |
| 3 giugno  | Surbiton Trophy Surbiton, Regno Unito Challenger 125 – Erba – 48S/4Q/16D                       | Daniel Evans 6–2, 6–3                                      | Viktor Troicki                     | Denis Kudla Marius Copil                | Ivo Karlović Matthias Bachinger Marcel Granollers Matthew Ebden        |
| 3 giugno  | Surbiton Trophy Surbiton, Regno Unito Challenger 125 – Erba – 48S/4Q/16D                       | Marcel Granollers Ben McLachlan 4–6, 6–3, [10–2]           | Kwon Soon-woo Ramkumar Ramanathan  | Denis Kudla Marius Copil                | Ivo Karlović Matthias Bachinger Marcel Granollers Matthew Ebden        |
| 3 giugno  | Czech Open Prostějov, Repubblica Ceca Challenger 100 – Terra rossa – 48S/4Q/16D                | Pablo Andújar 6–2, 7–5                                     | Attila Balázs                      | Casper Ruud Peter Torebko               | Federico Gaio Benjamin Hassan Bernabé Zapata Miralles Marcelo Arévalo  |
| 3 giugno  | Czech Open Prostějov, Repubblica Ceca Challenger 100 – Terra rossa – 48S/4Q/16D                | Philipp Oswald Filip Polášek 6–4, 7–6(4)                   | Jiří Lehečka Jiří Veselý           | Casper Ruud Peter Torebko               | Federico Gaio Benjamin Hassan Bernabé Zapata Miralles Marcelo Arévalo  |
| 3 giugno  | Poznań Open Poznań, Polonia Challenger 90 – Terra rossa – 48S/4Q/16D                           | Tommy Robredo 5–7, 6–4, 6–1                                | Rudolf Molleker                    | Hubert Hurkacz Andrea Vavassori         | Pedro Sousa Quentin Halys Gianluca Mager Alessandro Giannessi          |
| 3 giugno  | Poznań Open Poznań, Polonia Challenger 90 – Terra rossa – 48S/4Q/16D                           | Andrea Vavassori David Vega Hernández 6–4, 6(4)–7, [10–6]  | Pedro Martínez Mark Vervoort       | Hubert Hurkacz Andrea Vavassori         | Pedro Sousa Quentin Halys Gianluca Mager Alessandro Giannessi          |
| 3 giugno  | Almaty Challenger Almaty, Kazakistan Challenger 80 – Terra rossa – 48S/4Q/16D                  | Lorenzo Giustino 6–4, 6–4                                  | Federico Coria                     | Mario Vilella Martínez Yannick Hanfmann | Alejandro Tabilo Nikola Milojević Andrej Martin Oleksandr Nedovjesov   |
| 3 giugno  | Almaty Challenger Almaty, Kazakistan Challenger 80 – Terra rossa – 48S/4Q/16D                  | Andrej Martin Hans Podlipnik-Castillo 7–6(4), 3–6, [10–8]  | Gonçalo Oliveira Andrėj Vasileŭski | Mario Vilella Martínez Yannick Hanfmann | Alejandro Tabilo Nikola Milojević Andrej Martin Oleksandr Nedovjesov   |
| 3 giugno  | Little Rock Challenger Little Rock, Stati Uniti Challenger 90 – Cemento – 48S/4Q/16D           | Dudi Sela 6–1, 4–3 rit.                                    | Lee Duck-hee                       | Thai-Son Kwiatkowski Darian King        | Ryan Shane Christopher Eubanks Mitchell Krueger Raymond Sarmiento      |
| 3 giugno  | Little Rock Challenger Little Rock, Stati Uniti Challenger 90 – Cemento – 48S/4Q/16D           | Matías Franco Descotte Orlando Luz 7–5, 1–6, [12–10]       | Treat Conrad Huey Max Schnur       | Thai-Son Kwiatkowski Darian King        | Ryan Shane Christopher Eubanks Mitchell Krueger Raymond Sarmiento      |
| 10 giugno | Nottingham Open Nottingham, Regno Unito Challenger 125 – Erba – 48S/4Q/16D                     | Daniel Evans 7–6(3), 6–3                                   | Evgenij Donskoj                    | Gō Soeda Antoine Hoang                  | Dominik Koepfer Lukáš Rosol Dennis Novak Ruben Bemelmans               |
| 10 giugno | Nottingham Open Nottingham, Regno Unito Challenger 125 – Erba – 48S/4Q/16D                     | Santiago González Aisam-ul-Haq Qureshi 4–6, 7–6(5), [10–5] | Gong Maoxin Zhang Ze               | Gō Soeda Antoine Hoang                  | Dominik Koepfer Lukáš Rosol Dennis Novak Ruben Bemelmans               |
| 10 giugno | Open de Lyon Challenger Lione, Francia Challenger 100 – Terra rossa – 48S/4Q/16D               | Corentin Moutet 6–4, 6–4                                   | Elias Ymer                         | Sumit Nagal Federico Gaio               | Albert Ramos Viñolas Kimmer Coppejans Mohamed Safwat Manuel Guinard    |
| 10 giugno | Open de Lyon Challenger Lione, Francia Challenger 100 – Terra rossa – 48S/4Q/16D               | Philipp Oswald Filip Polášek 6–4, 7–6(2)                   | Simone Bolelli Andrea Pellegrino   | Sumit Nagal Federico Gaio               | Albert Ramos Viñolas Kimmer Coppejans Mohamed Safwat Manuel Guinard    |
| 10 giugno | Shymkent Challenger II Şımkent, Kazakistan Challenger 80 – Terra rossa – 48S/4Q/16D            | Andrej Martin 6–4, 6–4                                     | Stefano Travaglia                  | Alejandro Tabilo Federico Coria         | Daniel Gimeno Traver Oleksandr Nedovjesov Lorenzo Giustino Nicola Kuhn |
| 10 giugno | Shymkent Challenger II Şımkent, Kazakistan Challenger 80 – Terra rossa – 48S/4Q/16D            | Nikola Ćaćić Yang Tsung-hua 6–4, 6–4                       | André Göransson Marc-Andrea Hüsler | Alejandro Tabilo Federico Coria         | Daniel Gimeno Traver Oleksandr Nedovjesov Lorenzo Giustino Nicola Kuhn |
| 10 giugno | Columbus Challenger II Columbus, Stati Uniti Challenger 80 – Cemento – 48S/4Q/16D              | Mikael Torpegaard 6–1, 7–5                                 | Nam Ji-sung                        | Dudi Sela Thai-Son Kwiatkowski          | Zhang Zhizhen João Menezes Emilio Gómez Yasutaka Uchiyama              |
| 10 giugno | Columbus Challenger II Columbus, Stati Uniti Challenger 80 – Cemento – 48S/4Q/16D              | Roberto Maytín Jackson Withrow 6(4)–7, 7–6(2), [10–5]      | Hans Hach Verdugo Donald Young     | Dudi Sela Thai-Son Kwiatkowski          | Zhang Zhizhen João Menezes Emilio Gómez Yasutaka Uchiyama              |
| 17 giugno | Ilkley Trophy Ilkley, Regno Unito Challenger 125 – Erba – 48S/4Q/16D                           | Dominik Koepfer 3–6, 6–3, 7–6(5)                           | Dennis Novak                       | Kamil Majchrzak Gō Soeda                | Antoine Hoang Lukáš Rosol Marcel Granollers Ugo Humbert                |
| 17 giugno | Ilkley Trophy Ilkley, Regno Unito Challenger 125 – Erba – 48S/4Q/16D                           | Santiago González Aisam-ul-Haq Qureshi 6–3, 6–4            | Marcus Daniell Leander Paes        | Kamil Majchrzak Gō Soeda                | Antoine Hoang Lukáš Rosol Marcel Granollers Ugo Humbert                |
| 17 giugno | Bratislava Open Bratislava, Slovacchia Challenger 90 – Terra rossa – 48S/4Q/16D                | Norbert Gombos 6–3, 3–6, 6–2                               | Attila Balázs                      | Sumit Nagal Blaž Rola                   | Andrej Martin Jozef Kovalík Václav Šafránek Mohamed Safwat             |
| 17 giugno | Bratislava Open Bratislava, Slovacchia Challenger 90 – Terra rossa – 48S/4Q/16D                | Sander Gillé Joran Vliegen 6–2, 7–5                        | Lukáš Klein Alex Molčan            | Sumit Nagal Blaž Rola                   | Andrej Martin Jozef Kovalík Václav Šafránek Mohamed Safwat             |
| 17 giugno | Fergana Challenger Fergana, Uzbekistan Challenger 80 – Cemento – 48S/4Q/16D                    | Emil Ruusuvuori 6–3, 6–2                                   | Roberto Cid Subervi                | Khumoyun Sultanov Cem İlkel             | Pavel Kotov Evan King Aleksandar Vukic Gleb Sakharov                   |
| 17 giugno | Fergana Challenger Fergana, Uzbekistan Challenger 80 – Cemento – 48S/4Q/16D                    | Evan King Hunter Reese 6–3, 5–7, [10–4]                    | Nikola Ćaćić Yang Tsung-hua        | Khumoyun Sultanov Cem İlkel             | Pavel Kotov Evan King Aleksandar Vukic Gleb Sakharov                   |
| 17 giugno | Internationaux de Tennis de Blois Blois, Francia Challenger 80 – Terra rossa – 48S/4Q/16D      | Pedro Sousa 4–6, 6–3, 7–6(4)                               | Kimmer Coppejans                   | Lorenzo Giustino Facundo Argüello       | Tristan Lamasine Daniel Elahi Galán Oriol Roca Batalla Johan Tatlot    |
| 17 giugno | Internationaux de Tennis de Blois Blois, Francia Challenger 80 – Terra rossa – 48S/4Q/16D      | Corentin Denolly Alexandre Müller 7–5, 6(5)–7, [10–6]      | Sergio Galdós Andreas Siljeström   | Lorenzo Giustino Facundo Argüello       | Tristan Lamasine Daniel Elahi Galán Oriol Roca Batalla Johan Tatlot    |
| 17 giugno | Internazionali di Tennis Emilia Romagna Parma, Italia Challenger 80 – Terra rossa – 48S/4Q/16D | Tommy Robredo 7–6(10), 5–7, 7–6(6)                         | Federico Gaio                      | Julian Lenz Giulio Zeppieri             | Andrea Collarini Jacopo Berrettini Stefano Travaglia Martín Cuevas     |
| 17 giugno | Internazionali di Tennis Emilia Romagna Parma, Italia Challenger 80 – Terra rossa – 48S/4Q/16D | Laurynas Grigelis Andrea Pellegrino 1–6, 6–3, [10–7]       | Ariel Behar Gonzalo Escobar        | Julian Lenz Giulio Zeppieri             | Andrea Collarini Jacopo Berrettini Stefano Travaglia Martín Cuevas     |
| 24 giugno | Milano ATP Challenger Milano, Italia Challenger 80 – Terra rossa – 48S/4Q/16D                  | Hugo Dellien 7–5, 6–4                                      | Danilo Petrović                    | Lorenzo Musetti Sumit Nagal             | Tommy Robredo Marcelo Arévalo Frederico Ferreira Silva Aslan Karacev   |
| 24 giugno | Milano ATP Challenger Milano, Italia Challenger 80 – Terra rossa – 48S/4Q/16D                  | Tomislav Brkić Ante Pavić 7–6(6), 6–2                      | Andrėj Vasileŭski Andrea Vavassori | Lorenzo Musetti Sumit Nagal             | Tommy Robredo Marcelo Arévalo Frederico Ferreira Silva Aslan Karacev   |

### Luglio
| Settimana | Torneo                                                                                             | Campione                                        | Finalista                                | Semifinalisti                            | Eliminati ai quarti                                                   |
| --------- | -------------------------------------------------------------------------------------------------- | ----------------------------------------------- | ---------------------------------------- | ---------------------------------------- | --------------------------------------------------------------------- |
| 1 luglio  | Ludwigshafen Challenger Ludwigshafen, Germania Challenger 80 – Terra rossa – 56S/4Q/16D            | Yannick Hanfmann 6–3, 6–1                       | Filip Horanský                           | Alex Molčan Stefano Travaglia            | Constant Lestienne Facundo Bagnis Elias Ymer Bernabé Zapata Miralles  |
| 1 luglio  | Ludwigshafen Challenger Ludwigshafen, Germania Challenger 80 – Terra rossa – 56S/4Q/16D            | Nathaniel Lammons Fernando Romboli 7–6(4), 6–1  | João Domingues Pedro Sousa               | Alex Molčan Stefano Travaglia            | Constant Lestienne Facundo Bagnis Elias Ymer Bernabé Zapata Miralles  |
| 1 luglio  | Guzzini Challenger Recanati, Italia Challenger 80 – Cemento – 48S/4Q/16D                           | Jahor Herasimaŭ 6–2, 7–5                        | Roberto Marcora                          | Mats Moraing Lukáš Lacko                 | Jurij Rodionov Ramkumar Ramanathan Viktor Galović Kenny de Schepper   |
| 1 luglio  | Guzzini Challenger Recanati, Italia Challenger 80 – Cemento – 48S/4Q/16D                           | Gonçalo Oliveira Ramkumar Ramanathan 6–2, 6–4   | Andrea Vavassori David Vega Hernández    | Mats Moraing Lukáš Lacko                 | Jurij Rodionov Ramkumar Ramanathan Viktor Galović Kenny de Schepper   |
| 8 luglio  | Braunschweig Open Braunschweig, Germania Challenger 90 – Terra rossa – 48S/4Q/16D                  | Thiago Monteiro 7–6(6), 6–1                     | Tobias Kamke                             | Henri Laaksonen Javier Barranco Cosano   | Casper Ruud Lukáš Rosol Attila Balázs Jozef Kovalík                   |
| 8 luglio  | Braunschweig Open Braunschweig, Germania Challenger 90 – Terra rossa – 48S/4Q/16D                  | Simone Bolelli Guillermo Durán 6–3, 6–2         | Nathaniel Lammons Antonio Šančić         | Henri Laaksonen Javier Barranco Cosano   | Casper Ruud Lukáš Rosol Attila Balázs Jozef Kovalík                   |
| 8 luglio  | Winnetka USTA Pro Tennis Championship Winnetka, Stati Uniti Challenger 80 – Cemento – 48S/4Q/16D   | Bradley Klahn 6–2, 7–5                          | Jason Kubler                             | Denis Istomin Thanasi Kokkinakis         | Bjorn Fratangelo Ramkumar Ramanathan Jason Jung Christopher Eubanks   |
| 8 luglio  | Winnetka USTA Pro Tennis Championship Winnetka, Stati Uniti Challenger 80 – Cemento – 48S/4Q/16D   | JC Aragone Bradley Klahn 7–5, 6–4               | Christopher Eubanks Thai-Son Kwiatkowski | Denis Istomin Thanasi Kokkinakis         | Bjorn Fratangelo Ramkumar Ramanathan Jason Jung Christopher Eubanks   |
| 8 luglio  | Internazionali di Tennis Città di Perugia Perugia, Italia Challenger 80 – Terra rossa – 48S/4Q/16D | Federico Delbonis 6–0, 1–6, 7–6(5)              | Guillermo García López                   | Daniel Elahi Galán Albert Ramos Viñolas  | Federico Gaio Gian Marco Moroni Alessandro Giannessi Gianluigi Quinzi |
| 8 luglio  | Internazionali di Tennis Città di Perugia Perugia, Italia Challenger 80 – Terra rossa – 48S/4Q/16D | Tomislav Brkić Ante Pavić 6–4, 6–3              | Rogério Dutra da Silva Szymon Walków     | Daniel Elahi Galán Albert Ramos Viñolas  | Federico Gaio Gian Marco Moroni Alessandro Giannessi Gianluigi Quinzi |
| 8 luglio  | Winnipeg Challenger Winnipeg, Canada Challenger 80 – Cemento – 48S/4Q/16D                          | Norbert Gombos 7–6(3), 6–3                      | Brayden Schnur                           | Hiroki Moriya Daniel Nguyen              | Li Zhe Cem İlkel Maxime Cressy Antoine Hoang                          |
| 8 luglio  | Winnipeg Challenger Winnipeg, Canada Challenger 80 – Cemento – 48S/4Q/16D                          | Darian King Peter Polansky 7–6(8), 6–3          | Hunter Reese Adil Shamasdin              | Hiroki Moriya Daniel Nguyen              | Li Zhe Cem İlkel Maxime Cressy Antoine Hoang                          |
| 15 luglio | President's Cup Nur-Sultan, Kazakistan Challenger 110 – Cemento – 48S/4Q/16D                       | Evgenij Donskoj 7–6(5), 3–6, 6–4                | Sebastian Korda                          | Khumoyun Sultanov Aleksandar Vukic       | Gastão Elias Jahor Herasimaŭ Chung Yun-seong Matteo Viola             |
| 15 luglio | President's Cup Nur-Sultan, Kazakistan Challenger 110 – Cemento – 48S/4Q/16D                       | Andrej Golubev Oleksandr Nedovjesov 6–4, 6–4    | Chung Yun-seong Nam Ji-sung              | Khumoyun Sultanov Aleksandar Vukic       | Gastão Elias Jahor Herasimaŭ Chung Yun-seong Matteo Viola             |
| 15 luglio | San Benedetto Tennis Cup San Benedetto del Tronto, Italia Challenger 80 – Terra rossa – 48S/4Q/16D | Renzo Olivo 5–7, 7–6(4), 6–4                    | Alessandro Giannessi                     | Andrej Martin Federico Gaio              | Oriol Roca Batalla Andrea Arnaboldi Roberto Marcora Jan Šátral        |
| 15 luglio | San Benedetto Tennis Cup San Benedetto del Tronto, Italia Challenger 80 – Terra rossa – 48S/4Q/16D | Ivan Sabanov Matej Sabanov 6–4, 4–6, [10–5]     | Sergio Galdós Juan Pablo Varillas        | Andrej Martin Federico Gaio              | Oriol Roca Batalla Andrea Arnaboldi Roberto Marcora Jan Šátral        |
| 15 luglio | Dutch Open Amersfoort, Paesi Bassi Challenger 80 – Terra rossa – 48S/4Q/16D                        | Mats Moraing 6–2, 3–6, 6–3                      | Kimmer Coppejans                         | Igor Sijsling Blaž Rola                  | Pedro Martínez Daniel Gimeno Traver Zdeněk Kolář Daniel Masur         |
| 15 luglio | Dutch Open Amersfoort, Paesi Bassi Challenger 80 – Terra rossa – 48S/4Q/16D                        | Harri Heliövaara Emil Ruusuvuori 6–3, 6–4       | Jesper de Jong Ryan Nijboer              | Igor Sijsling Blaž Rola                  | Pedro Martínez Daniel Gimeno Traver Zdeněk Kolář Daniel Masur         |
| 15 luglio | Challenger de Gatineau Gatineau, Canada Challenger 80 – Cemento – 48S/4Q/16D                       | Jason Kubler 6–4, 6–4                           | Enzo Couacaud                            | João Menezes Darian King                 | Lee Duck-hee Norbert Gombos Maxime Janvier Marc Polmans               |
| 15 luglio | Challenger de Gatineau Gatineau, Canada Challenger 80 – Cemento – 48S/4Q/16D                       | Alex Lawson Marc Polmans 6–4, 3–6, [10–7]       | Hans Hach Verdugo Dennis Novikov         | João Menezes Darian King                 | Lee Duck-hee Norbert Gombos Maxime Janvier Marc Polmans               |
| 22 luglio | Challenger de Granby Granby, Canada Challenger 90 – Cemento – 48S/4Q/16D                           | Ernesto Escobedo 7–6(5), 6–4                    | Yasutaka Uchiyama                        | Borna Gojo Peter Polansky                | Hiroki Moriya Enzo Couacaud Li Zhe Steven Diez                        |
| 22 luglio | Challenger de Granby Granby, Canada Challenger 90 – Cemento – 48S/4Q/16D                           | André Göransson Sem Verbeek 6–2, 6–4            | Li Zhe Hugo Nys                          | Borna Gojo Peter Polansky                | Hiroki Moriya Enzo Couacaud Li Zhe Steven Diez                        |
| 22 luglio | Binghamton Challenger Binghamton, Stati Uniti Challenger 80 – Cemento – 48S/4Q/16D                 | Yūichi Sugita 7–6(2), 1–6, 6–2                  | João Menezes                             | Mitchell Krueger Evgenij Karlovskij      | Max Purcell Dudi Sela Lee Duck-hee Maxime Cressy                      |
| 22 luglio | Binghamton Challenger Binghamton, Stati Uniti Challenger 80 – Cemento – 48S/4Q/16D                 | Max Purcell Luke Saville 6–4, 4–6, [10–5]       | JC Aragone Alex Lawson                   | Mitchell Krueger Evgenij Karlovskij      | Max Purcell Dudi Sela Lee Duck-hee Maxime Cressy                      |
| 22 luglio | Prague Open Praga, Repubblica Ceca Challenger 80 – Terra rossa – 48S/4Q/16D                        | Mario Vilella Martínez 6–4, 6–2                 | Tseng Chun-hsin                          | Frederico Ferreira Silva Carlos Taberner | Bernabé Zapata Miralles Lukáš Klein Lorenzo Giustino Lukáš Rosol      |
| 22 luglio | Prague Open Praga, Repubblica Ceca Challenger 80 – Terra rossa – 48S/4Q/16D                        | Ariel Behar Gonzalo Escobar 6(4)–7, 7–5, [10–8] | Andrej Golubev Oleksandr Nedovjesov      | Frederico Ferreira Silva Carlos Taberner | Bernabé Zapata Miralles Lukáš Klein Lorenzo Giustino Lukáš Rosol      |
| 22 luglio | Tampere Open Tampere, Finlandia Challenger 80 – Terra rossa – 48S/4Q/16D                           | Mikael Ymer 6–3, 5–7, 6–3                       | Tallon Griekspoor                        | Pedro Sousa Blaž Rola                    | Federico Coria Kimmer Coppejans Peđa Krstin Elias Ymer                |
| 22 luglio | Tampere Open Tampere, Finlandia Challenger 80 – Terra rossa – 48S/4Q/16D                           | Sander Arends David Pel 6–0, 6–2                | Ivan Nedelko Alexander Zhurbin           | Pedro Sousa Blaž Rola                    | Federico Coria Kimmer Coppejans Peđa Krstin Elias Ymer                |
| 29 luglio | Chengdu Challenger Chengdu, Cina Challenger 110 – Cemento – 48S/4Q/16D                             | Chung Hyeon 6–4, 6–3                            | Yūichi Sugita                            | Bai Yan Tatsuma Itō                      | James Duckworth Zhang Zhizhen Shuichi Sekiguchi Nam Ji-sung           |
| 29 luglio | Chengdu Challenger Chengdu, Cina Challenger 110 – Cemento – 48S/4Q/16D                             | Arjun Kadhe Saketh Myneni 6–3, 0–6, [10–6]      | Nam Ji-sung Song Min-kyu                 | Bai Yan Tatsuma Itō                      | James Duckworth Zhang Zhizhen Shuichi Sekiguchi Nam Ji-sung           |
| 29 luglio | Sopot Open Challenger Sopot, Polonia Challenger 100 – Terra rossa – 48S/4Q/16D                     | Stefano Travaglia 6–4, 2–6, 6–2                 | Filip Horanský                           | Tristan Lamasine Aslan Karacev           | Mohamed Safwat Aleksej Vatutin Paolo Lorenzi Jan Choinski             |
| 29 luglio | Sopot Open Challenger Sopot, Polonia Challenger 100 – Terra rossa – 48S/4Q/16D                     | Andre Begemann Florin Mergea 6–1, 3–6, [10–8]   | Karol Drzewiecki Mateusz Kowalczyk       | Tristan Lamasine Aslan Karacev           | Mohamed Safwat Aleksej Vatutin Paolo Lorenzi Jan Choinski             |
| 29 luglio | Open Castilla y León Segovia, Spagna Challenger 90 – Cemento – 48S/4Q/16D                          | Nicola Kuhn 6–2, 7–6(4)                         | Pavel Kotov                              | Hugo Grenier Markus Eriksson             | Blaž Rola Constant Lestienne Altuğ Çelikbilek Antoine Escoffier       |
| 29 luglio | Open Castilla y León Segovia, Spagna Challenger 90 – Cemento – 48S/4Q/16D                          | Sander Arends David Pel 6–4, 7–6(3)             | Orlando Luz Felipe Meligeni Alves        | Hugo Grenier Markus Eriksson             | Blaž Rola Constant Lestienne Altuğ Çelikbilek Antoine Escoffier       |
| 29 luglio | Lexington Challenger Lexington, Stati Uniti Challenger 80 – Cemento – 48S/4Q/16D                   | Jannik Sinner 6–4, 3–6, 6–4                     | Alex Bolt                                | JC Aragone Lloyd Glasspool               | Akira Santillan Lee Duck-hee Liam Broady Alexander Ritschard          |
| 29 luglio | Lexington Challenger Lexington, Stati Uniti Challenger 80 – Cemento – 48S/4Q/16D                   | Diego Hidalgo Martin Redlicki 6–2, 6–2          | Roberto Maytín Jackson Withrow           | JC Aragone Lloyd Glasspool               | Akira Santillan Lee Duck-hee Liam Broady Alexander Ritschard          |
| 29 luglio | Liberec Open Liberec, Repubblica Ceca Challenger 80 – Terra rossa – 48S/4Q/16D                     | Nikola Milojević 6–3, 3–6, 6–4                  | Rogério Dutra da Silva                   | Tomáš Macháč Pavel Nejedlý               | Alex Molčan Nino Serdarušić Jiří Veselý João Domingues                |
| 29 luglio | Liberec Open Liberec, Repubblica Ceca Challenger 80 – Terra rossa – 48S/4Q/16D                     | Jonáš Forejtek Michael Vrbenský 6–4, 6–3        | Nikola Ćaćić Antonio Šančić              | Tomáš Macháč Pavel Nejedlý               | Alex Molčan Nino Serdarušić Jiří Veselý João Domingues                |

### Agosto
| Settimana | Torneo | Campione                                                   | Finalista                              | Semifinalisti                            | Eliminati ai quarti                                                        |
| --------- | --- | ---------------------------------------------------------- | -------------------------------------- | ---------------------------------------- | -------------------------------------------------------------------------- |
| 5 agosto  | Aptos Challenger Aptos, Stati Uniti Challenger 90 – Cemento – 48S/4Q/16D                                      | Steve Johnson 6–4, 7–6(4)                                  | Dominik Koepfer                        | Ernesto Escobedo Jahor Herasimaŭ         | Damir Džumhur Marcos Giron Tarō Daniel Gō Soeda                            |
| 5 agosto  | Aptos Challenger Aptos, Stati Uniti Challenger 90 – Cemento – 48S/4Q/16D                                      | Marcelo Arévalo Miguel Ángel Reyes Varela 5–7, 6–3, [10–8] | Nathan Pasha Max Schnur                | Ernesto Escobedo Jahor Herasimaŭ         | Damir Džumhur Marcos Giron Tarō Daniel Gō Soeda                            |
| 5 agosto  | Schwaben Open Augusta, Germania Challenger 80 – Terra rossa – 48S/4Q/16D                                      | Yannick Hanfmann 2–6, 6–4, 7–5                             | Emil Ruusuvuori                        | Julian Lenz Facundo Mena                 | Pedro Martínez Guillermo García López Daniel Altmaier Jeroen Vanneste      |
| 5 agosto  | Schwaben Open Augusta, Germania Challenger 80 – Terra rossa – 48S/4Q/16D                                      | Andrėj Vasileŭski Igor Zelenay 4–6, 6–4, [10–3]            | Ivan Sabanov Matej Sabanov             | Julian Lenz Facundo Mena                 | Pedro Martínez Guillermo García López Daniel Altmaier Jeroen Vanneste      |
| 5 agosto  | Internazionali di Tennis Manerbio Manerbio, Italia Challenger 80 – Terra rossa – 48S/4Q/16D                   | Federico Gaio 6–3, 6–1                                     | Paolo Lorenzi                          | Tejmuraz Gabašvili Federico Coria        | Sadio Doumbia Andrea Arnaboldi Zsombor Piros Lorenzo Giustino              |
| 5 agosto  | Internazionali di Tennis Manerbio Manerbio, Italia Challenger 80 – Terra rossa – 48S/4Q/16D                   | Fabrício Neis Fernando Romboli 6–4, 7–6(4)                 | Sadio Doumbia Fabien Reboul            | Tejmuraz Gabašvili Federico Coria        | Sadio Doumbia Andrea Arnaboldi Zsombor Piros Lorenzo Giustino              |
| 5 agosto  | Yokkaichi Challenger Yokkaichi, Giappone Challenger 80 – Cemento – 48S/4Q/16D                                 | Yūichi Sugita 3–6, 6–3, 7–6(1)                             | James Duckworth                        | Sho Shimabukuro Tatsuma Itō              | Nam Ji-sung Chung Hyeon Saketh Myneni Wu Tung-lin                          |
| 5 agosto  | Yokkaichi Challenger Yokkaichi, Giappone Challenger 80 – Cemento – 48S/4Q/16D                                 | Nam Ji-sung Song Min-kyu 6–3, 3–6, [14–12]                 | Gong Maoxin Zhang Ze                   | Sho Shimabukuro Tatsuma Itō              | Nam Ji-sung Chung Hyeon Saketh Myneni Wu Tung-lin                          |
| 12 agosto | Vancouver Open Vancouver, Canada Challenger 100 – Cemento – 48S/4Q/16D                                        | Ričardas Berankis 6–3, 5–7, 6–4                            | Jason Jung                             | Gō Soeda Maxime Janvier                  | Thanasi Kokkinakis Enzo Couacaud Liam Broady Marc Polmans                  |
| 12 agosto | Vancouver Open Vancouver, Canada Challenger 100 – Cemento – 48S/4Q/16D                                        | Robert Lindstedt Jonny O'Mara 6–2, 7–5                     | Treat Conrad Huey Adil Shamasdin       | Gō Soeda Maxime Janvier                  | Thanasi Kokkinakis Enzo Couacaud Liam Broady Marc Polmans                  |
| 12 agosto | Internazionali di Tennis del Friuli Venezia Giulia Cordenons, Italia Challenger 90 – Terra rossa – 48S/4Q/16D | Christopher O'Connell 7–5, 6–2                             | Jeremy Jahn                            | Markus Eriksson Zsombor Piros            | Andrea Collarini Gian Marco Moroni Francisco Cerúndolo Thiago Seyboth Wild |
| 12 agosto | Internazionali di Tennis del Friuli Venezia Giulia Cordenons, Italia Challenger 90 – Terra rossa – 48S/4Q/16D | Tomislav Brkić Ante Pavić 6–2, 6–3                         | Nikola Ćaćić Antonio Šančić            | Markus Eriksson Zsombor Piros            | Andrea Collarini Gian Marco Moroni Francisco Cerúndolo Thiago Seyboth Wild |
| 12 agosto | Meerbusch Challenger Meerbusch, Germania Challenger 80 – Terra rossa – 48S/4Q/16D                             | Pedro Sousa 7–6(4), 4–6, 6–3                               | Peđa Krstin                            | Carlos Taberner Jan Choinski             | Jelle Sels Tak Khunn Wang Roberto Ortega Olmedo Louis Wessels              |
| 12 agosto | Meerbusch Challenger Meerbusch, Germania Challenger 80 – Terra rossa – 48S/4Q/16D                             | Andre Begemann Florin Mergea 7–6(1), 6(4)–7, [10–3]        | Sriram Balaji Vishnu Vardhan           | Carlos Taberner Jan Choinski             | Jelle Sels Tak Khunn Wang Roberto Ortega Olmedo Louis Wessels              |
| 12 agosto | Slovenia Open Challenger Portorose, Slovenia Challenger 80 – Cemento – 48S/4Q/16D                             | Aljaž Bedene 7–5, 6–3                                      | Viktor Durasovic                       | Blaž Rola Constant Lestienne             | Lukáš Klein Roman Safiullin Zdeněk Kolář Artem Dubrivnyy                   |
| 12 agosto | Slovenia Open Challenger Portorose, Slovenia Challenger 80 – Cemento – 48S/4Q/16D                             | Tejmuraz Gabašvili Carlos Gómez-Herrera 6–3, 6–2           | Lucas Miedler Tristan-Samuel Weissborn | Blaž Rola Constant Lestienne             | Lukáš Klein Roman Safiullin Zdeněk Kolář Artem Dubrivnyy                   |
| 19 agosto | Internazionali di Tennis Città dell'Aquila L'Aquila, Italia Challenger 80 – Terra rossa – 48S/4Q/16D          | Andrea Collarini 6–3, 6–1                                  | Andrej Martin                          | Dmitry Popko Carlos Taberner             | Guilherme Clezar Johannes Härteis Francisco Cerúndolo Aleksandar Vukic     |
| 19 agosto | Internazionali di Tennis Città dell'Aquila L'Aquila, Italia Challenger 80 – Terra rossa – 48S/4Q/16D          | Tomislav Brkić Ante Pavić 6–3, 6–2                         | Luca Margaroli Andrea Vavassori        | Dmitry Popko Carlos Taberner             | Guilherme Clezar Johannes Härteis Francisco Cerúndolo Aleksandar Vukic     |
| 26 agosto | International Challenger Baotou Baotou, Cina Challenger 80 – Terra rossa (i) – 48S/4Q/16D                     | James Duckworth 6–4, 6–3                                   | Sasikumar Mukund                       | Frederico Ferreira Silva Wu Tung-lin     | Gonçalo Oliveira Peđa Krstin Bai Yan Harry Bourchier                       |
| 26 agosto | International Challenger Baotou Baotou, Cina Challenger 80 – Terra rossa (i) – 48S/4Q/16D                     | Nam Ji-sung Song Min-kyu 7–6(3), 6–2                       | Tejmuraz Gabašvili Sasikumar Mukund    | Frederico Ferreira Silva Wu Tung-lin     | Gonçalo Oliveira Peđa Krstin Bai Yan Harry Bourchier                       |
| 26 agosto | Città di Como Challenger Como, Italia Challenger 80 – Terra rossa – 48S/4Q/16D                                | Facundo Mena 2–6, 6–4, 6–1                                 | Andrej Martin                          | Stefano Travaglia Alessandro Giannessi   | Jelle Sels Daniel Altmaier Pedro Sousa Dmitry Popko                        |
| 26 agosto | Città di Como Challenger Como, Italia Challenger 80 – Terra rossa – 48S/4Q/16D                                | Andre Begemann Florin Mergea 5–7, 7–5, [14–12]             | Fabrício Neis Pedro Sousa              | Stefano Travaglia Alessandro Giannessi   | Jelle Sels Daniel Altmaier Pedro Sousa Dmitry Popko                        |
| 26 agosto | Rafa Nadal Open Maiorca, Spagna Challenger 80 – Cemento – 48S/4Q/16D                                          | Emil Ruusuvuori 6–0, 6–1                                   | Matteo Viola                           | Alejandro Davidovich Fokina Daniel Masur | Jurij Rodionov Pedro Martínez Blaž Kavčič Illja Marčenko                   |
| 26 agosto | Rafa Nadal Open Maiorca, Spagna Challenger 80 – Cemento – 48S/4Q/16D                                          | Sander Arends David Pel 7–5, 6–4                           | Karol Drzewiecki Szymon Walków         | Alejandro Davidovich Fokina Daniel Masur | Jurij Rodionov Pedro Martínez Blaž Kavčič Illja Marčenko                   |

### Settembre
| Settimana    | Torneo                                                                                                   | Campione                                           | Finalista                                        | Semifinalisti                           | Eliminati ai quarti                                                      |
| ------------ | --- | -------------------------------------------------- | ------------------------------------------------ | --------------------------------------- | ------------------------------------------------------------------------ |
| 2 settembre  | Challenger Series – New Haven New Haven, Stati Uniti Challenger 125 – Cemento – 48S/4Q/16D               | Tommy Paul 6–3, 6–3                                | Marcos Giron                                     | Noah Rubin Damir Džumhur                | Andreas Seppi Bradley Klahn Michael Mmoh Brayden Schnur                  |
| 2 settembre  | Challenger Series – New Haven New Haven, Stati Uniti Challenger 125 – Cemento – 48S/4Q/16D               | Robert Galloway Nathaniel Lammons 7–5, 6–4         | Sander Gillé Joran Vliegen                       | Noah Rubin Damir Džumhur                | Andreas Seppi Bradley Klahn Michael Mmoh Brayden Schnur                  |
| 2 settembre  | Jinan International Open Jinan, Cina Challenger 125 – Cemento – 48S/4Q/16D                               | Zhang Zhizhen 7–5, 2–6, 6–4                        | Gō Soeda                                         | Enrique López Pérez Kwon Soon-woo       | Prajnesh Gunneswaran Li Zhe Max Purcell Tejmuraz Gabašvili               |
| 2 settembre  | Jinan International Open Jinan, Cina Challenger 125 – Cemento – 48S/4Q/16D                               | Matthew Ebden Divij Sharan 7–6(4), 5–7, [10–3]     | Nam Ji-sung Song Min-kyu                         | Enrique López Pérez Kwon Soon-woo       | Prajnesh Gunneswaran Li Zhe Max Purcell Tejmuraz Gabašvili               |
| 2 settembre  | Genoa Open Challenger Genova, Italia Challenger 125 – Terra rossa – 48S/4Q/16D                           | Lorenzo Sonego 6–2, 4–6, 7–6(6)                    | Alejandro Davidovich Fokina                      | Guido Andreozzi Albert Ramos Viñolas    | Stefano Travaglia Philipp Kohlschreiber Tarō Daniel Thiago Monteiro      |
| 2 settembre  | Genoa Open Challenger Genova, Italia Challenger 125 – Terra rossa – 48S/4Q/16D                           | Ariel Behar Gonzalo Escobar 3–6, 6–4, [10–3]       | Guido Andreozzi Andrés Molteni                   | Guido Andreozzi Albert Ramos Viñolas    | Stefano Travaglia Philipp Kohlschreiber Tarō Daniel Thiago Monteiro      |
| 2 settembre  | Cassis Open Provence Cassis, Francia Challenger 80 – Cemento – 48S/4Q/16D                                | Jo-Wilfried Tsonga 6–1, 6–0                        | Dudi Sela                                        | Mikael Ymer Lukáš Rosol                 | Rayane Roumane Dmitry Popko Emil Ruusuvuori Oleksandr Nedovjesov         |
| 2 settembre  | Cassis Open Provence Cassis, Francia Challenger 80 – Cemento – 48S/4Q/16D                                | André Göransson Sem Verbeek 7–6(6), 4–6, [11–9]    | Sander Arends David Pel                          | Mikael Ymer Lukáš Rosol                 | Rayane Roumane Dmitry Popko Emil Ruusuvuori Oleksandr Nedovjesov         |
| 9 settembre  | Szczecin Open Stettino, Polonia Challenger 125 – Terra rossa – 48S/4Q/16D                                | Jozef Kovalík 6(5)–7, 6–2, 6–4                     | Guido Andreozzi                                  | Albert Ramos Viñolas Marco Cecchinato   | Jeremy Jahn Roberto Carballés Baena Constant Lestienne Tarō Daniel       |
| 9 settembre  | Szczecin Open Stettino, Polonia Challenger 125 – Terra rossa – 48S/4Q/16D                                | Guido Andreozzi Andrés Molteni 6–4, 6–3            | Matwé Middelkoop Hans Podlipnik-Castillo         | Albert Ramos Viñolas Marco Cecchinato   | Jeremy Jahn Roberto Carballés Baena Constant Lestienne Tarō Daniel       |
| 9 settembre  | Istanbul Challenger Istanbul, Turchia Challenger 90 – Cemento – 48S/4Q/16D                               | Ugo Humbert 6–2, 6–2                               | Denis Istomin                                    | Blaž Kavčič Botic van de Zandschulp     | Ruben Bemelmans Nicola Kuhn David Poljak Oleksandr Nedovjesov            |
| 9 settembre  | Istanbul Challenger Istanbul, Turchia Challenger 90 – Cemento – 48S/4Q/16D                               | Andrej Golubev Oleksandr Nedovjesov Walkover       | Marek Gengel Lukáš Rosol                         | Blaž Kavčič Botic van de Zandschulp     | Ruben Bemelmans Nicola Kuhn David Poljak Oleksandr Nedovjesov            |
| 9 settembre  | Copa Sevilla Siviglia, Spagna Challenger 90 – Terra gialla – 48S/4Q/16D                                  | Alejandro Davidovich Fokina 2–6, 6–2, 6–2          | Jaume Munar                                      | Carlos Taberner Salvatore Caruso        | Guillermo García López Íñigo Cervantes Kimmer Coppejans Carlos Alcaraz   |
| 9 settembre  | Copa Sevilla Siviglia, Spagna Challenger 90 – Terra gialla – 48S/4Q/16D                                  | Gerard Granollers Pujol Pedro Martínez 7–5, 6–4    | Kimmer Coppejans Sergio Martos Gornés            | Carlos Taberner Salvatore Caruso        | Guillermo García López Íñigo Cervantes Kimmer Coppejans Carlos Alcaraz   |
| 9 settembre  | Shanghai Challenger Shanghai, Cina Challenger 90 – Cemento – 48S/4Q/16D                                  | Yasutaka Uchiyama 6–4, 7–6(4)                      | Wu Di                                            | Prajnesh Gunneswaran Yūichi Sugita      | Hiroki Moriya Andrew Harris Enrique López Pérez Collin Altamirano        |
| 9 settembre  | Shanghai Challenger Shanghai, Cina Challenger 90 – Cemento – 48S/4Q/16D                                  | Gao Xin Sun Fajing 2–6, 6–4, [10–7]                | Marc Polmans Scott Puodziunas                    | Prajnesh Gunneswaran Yūichi Sugita      | Hiroki Moriya Andrew Harris Enrique López Pérez Collin Altamirano        |
| 9 settembre  | Banja Luka Challenger Banja Luka, Bosnia ed Erzegovina Challenger 80 – Terra rossa – 48S/4Q/16D          | Tallon Griekspoor 6–2, 6–3                         | Sumit Nagal                                      | Peđa Krstin Filip Horanský              | Facundo Mena Dmitry Popko Federico Coria Alejandro Tabilo                |
| 9 settembre  | Banja Luka Challenger Banja Luka, Bosnia ed Erzegovina Challenger 80 – Terra rossa – 48S/4Q/16D          | Sadio Doumbia Fabien Reboul 6–3, 7–6(4)            | Sergio Galdós Facundo Mena                       | Peđa Krstin Filip Horanský              | Facundo Mena Dmitry Popko Federico Coria Alejandro Tabilo                |
| 9 settembre  | Cary Challenger Cary, Stati Uniti Challenger 80 – Cemento – 48S/4Q/16D                                   | Andreas Seppi 6–2, 6(4)–7, 6–3                     | Michael Mmoh                                     | Enzo Couacaud JC Aragone                | Noah Rubin Filip Peliwo Ulises Blanch Tommy Paul                         |
| 9 settembre  | Cary Challenger Cary, Stati Uniti Challenger 80 – Cemento – 48S/4Q/16D                                   | Sekou Bangoura Michael Mmoh 4–6, 6–4, [10–8]       | Treat Conrad Huey John-Patrick Smith             | Enzo Couacaud JC Aragone                | Noah Rubin Filip Peliwo Ulises Blanch Tommy Paul                         |
| 16 settembre | OEC Kaohsiung Kaohsiung, Taiwan Challenger 125 – Sintetico (i) – 48S/4Q/16D                              | John Millman 6–4, 6–2                              | Marc Polmans                                     | Frederico Ferreira Silva Steven Diez    | Alex Bolt Nam Ji-sung Jiří Veselý Enrique López Pérez                    |
| 16 settembre | OEC Kaohsiung Kaohsiung, Taiwan Challenger 125 – Sintetico (i) – 48S/4Q/16D                              | Hsieh Cheng-peng Yang Tsung-hua 6–4, 7–6(4)        | Evan King Hunter Reese                           | Frederico Ferreira Silva Steven Diez    | Alex Bolt Nam Ji-sung Jiří Veselý Enrique López Pérez                    |
| 16 settembre | Columbus Challenger III Columbus, Stati Uniti Challenger 80 – Cemento (i) – 48S/4Q/16D                   | Peter Polansky 6–3, 7–6(4)                         | Jeffrey John Wolf                                | Emilio Gómez Roberto Quiroz             | Enzo Couacaud Gabriel Petit Thai-Son Kwiatkowski Mikael Torpegaard       |
| 16 settembre | Columbus Challenger III Columbus, Stati Uniti Challenger 80 – Cemento (i) – 48S/4Q/16D                   | Martin Redlicki Jackson Withrow 6–4, 7–6(4)        | Nathan Pasha Max Schnur                          | Emilio Gómez Roberto Quiroz             | Enzo Couacaud Gabriel Petit Thai-Son Kwiatkowski Mikael Torpegaard       |
| 16 settembre | Biella Challenger Biella, Italia Challenger 80 – Terra rossa – 48S/4Q/16D                                | Gianluca Mager 6–0, 6(4)–7, 7–5                    | Paolo Lorenzi                                    | Alejandro Davidovich Fokina Jaume Munar | Alessandro Giannessi Andrea Collarini Tommy Robredo Tarō Daniel          |
| 16 settembre | Biella Challenger Biella, Italia Challenger 80 – Terra rossa – 48S/4Q/16D                                | Tomislav Brkić Ante Pavić 7–6(2), 6–4              | Ariel Behar Andrej Golubev                       | Alejandro Davidovich Fokina Jaume Munar | Alessandro Giannessi Andrea Collarini Tommy Robredo Tarō Daniel          |
| 16 settembre | Sibiu Open Sibiu, Romania Challenger 80 – Terra rossa – 48S/4Q/16D                                       | Danilo Petrović 6–4, 6–2                           | Christopher O'Connell                            | Jelle Sels Alex Molčan                  | Vít Kopřiva Václav Šafránek Laurent Lokoli Blaž Rola                     |
| 16 settembre | Sibiu Open Sibiu, Romania Challenger 80 – Terra rossa – 48S/4Q/16D                                       | Sadio Doumbia Fabien Reboul 6–4, 3–6, [10–7]       | Ivan Sabanov Matej Sabanov                       | Jelle Sels Alex Molčan                  | Vít Kopřiva Václav Šafránek Laurent Lokoli Blaž Rola                     |
| 16 settembre | Murray Trophy - Glasgow Glasgow, Regno Unito Challenger 80 – Cemento (i) – 48S/4Q/16D                    | Emil Ruusuvuori 6–3, 6–1                           | Alexandre Müller                                 | Ramkumar Ramanathan Jurij Rodionov      | Nicola Kuhn Daniel Masur Tobias Kamke Roberto Marcora                    |
| 16 settembre | Murray Trophy - Glasgow Glasgow, Regno Unito Challenger 80 – Cemento (i) – 48S/4Q/16D                    | Ruben Bemelmans Daniel Masur 4–6, 6–3, [10–8]      | Jamie Murray John-Patrick Smith                  | Ramkumar Ramanathan Jurij Rodionov      | Nicola Kuhn Daniel Masur Tobias Kamke Roberto Marcora                    |
| 23 settembre | Open d'Orléans Orléans, Francia Challenger 125 – Cemento (i) – 48S/4Q/16D                                | Mikael Ymer 6–3, 7–5                               | Grégoire Barrère                                 | Jo-Wilfried Tsonga Tristan Lamasine     | Antoine Hoang Aljaž Bedene Maxime Janvier Serhij Stachovs'kyj            |
| 23 settembre | Open d'Orléans Orléans, Francia Challenger 125 – Cemento (i) – 48S/4Q/16D                                | Romain Arneodo Hugo Nys 6(5)–7, 6–3, [10–1]        | Hans Podlipnik-Castillo Tristan-Samuel Weissborn | Jo-Wilfried Tsonga Tristan Lamasine     | Antoine Hoang Aljaž Bedene Maxime Janvier Serhij Stachovs'kyj            |
| 23 settembre | Tiburon Challenger Tiburon, Stati Uniti Challenger 100 – Cemento – 48S/4Q/16D                            | Tommy Paul 7–5, 6(3)–7, 6–4                        | Thanasi Kokkinakis                               | Emilio Gómez Thai-Son Kwiatkowski       | Gonzalo Escobar Sekou Bangoura Brandon Nakashima Maxime Cressy           |
| 23 settembre | Tiburon Challenger Tiburon, Stati Uniti Challenger 100 – Cemento – 48S/4Q/16D                            | Robert Galloway Roberto Maytín 6–2, 7–5            | JC Aragone Darian King                           | Emilio Gómez Thai-Son Kwiatkowski       | Gonzalo Escobar Sekou Bangoura Brandon Nakashima Maxime Cressy           |
| 23 settembre | Firenze Tennis Cup Firenze, Italia Challenger 80 – Terra rossa – 48S/4Q/16D                              | Marco Trungelliti 6–2, 6–3                         | Pedro Sousa                                      | Philipp Kohlschreiber Mohamed Safwat    | Raul Brancaccio Kimmer Coppejans Robin Haase Mario Vilella Martínez      |
| 23 settembre | Firenze Tennis Cup Firenze, Italia Challenger 80 – Terra rossa – 48S/4Q/16D                              | Luca Margaroli Adil Shamasdin 7–5, 6(6)–7, [14–12] | Gerard Granollers Pujol Pedro Martínez           | Philipp Kohlschreiber Mohamed Safwat    | Raul Brancaccio Kimmer Coppejans Robin Haase Mario Vilella Martínez      |
| 23 settembre | Challenger de Buenos Aires Buenos Aires, Argentina Challenger 80 – Terra rossa – 48S/4Q/16D              | Sumit Nagal 6–4, 6–2                               | Facundo Bagnis                                   | Leonardo Mayer Thiago Monteiro          | Agustín Velotti Juan Pablo Ficovich Andrea Collarini Francisco Cerúndolo |
| 23 settembre | Challenger de Buenos Aires Buenos Aires, Argentina Challenger 80 – Terra rossa – 48S/4Q/16D              | Guido Andreozzi Andrés Molteni 6(3)–7, 6–2, [10–1] | Hugo Dellien Federico Zeballos                   | Leonardo Mayer Thiago Monteiro          | Agustín Velotti Juan Pablo Ficovich Andrea Collarini Francisco Cerúndolo |
| 30 settembre | Nur-Sultan Challenger Nur-Sultan, Kazakistan Challenger 80 – Cemento (i) – 48S/4Q/16D                    | Illja Marčenko 4–6, 6–4, 6–3                       | Yannick Maden                                    | Tomáš Macháč Ruben Bemelmans            | Corentin Moutet Aleksej Vatutin Konstantin Kravčuk Evgenij Donskoj       |
| 30 settembre | Nur-Sultan Challenger Nur-Sultan, Kazakistan Challenger 80 – Cemento (i) – 48S/4Q/16D                    | Harri Heliövaara Illja Marčenko 6–4, 6–4           | Karol Drzewiecki Szymon Walków                   | Tomáš Macháč Ruben Bemelmans            | Corentin Moutet Aleksej Vatutin Konstantin Kravčuk Evgenij Donskoj       |
| 30 settembre | Campeonato Internacional de Tênis de Campinas Campinas, Brasile Challenger 80 – Terra rossa – 48S/4Q/16D | Juan Pablo Varillas 2–6, 7–6(4), 6–2               | Juan Pablo Ficovich                              | Sumit Nagal Federico Coria              | Francisco Cerúndolo Nicolás Álvarez Diego Hidalgo Thomaz Bellucci        |
| 30 settembre | Campeonato Internacional de Tênis de Campinas Campinas, Brasile Challenger 80 – Terra rossa – 48S/4Q/16D | Orlando Luz Rafael Matos 6(2)–7, 6–4, [10–8]       | Miguel Ángel Reyes Varela Fernando Romboli       | Sumit Nagal Federico Coria              | Francisco Cerúndolo Nicolás Álvarez Diego Hidalgo Thomaz Bellucci        |
| 30 settembre | Sánchez-Casal Cup Barcellona, Spagna Challenger 80 – Terra rossa – 48S/4Q/16D                            | Salvatore Caruso 6–4, 6–2                          | Jozef Kovalík                                    | Alessandro Giannessi Jaume Munar        | Carlos Taberner Filippo Baldi Pedro Sousa Mohamed Safwat                 |
| 30 settembre | Sánchez-Casal Cup Barcellona, Spagna Challenger 80 – Terra rossa – 48S/4Q/16D                            | Simone Bolelli David Vega Hernández 6–4, 7–5       | Sergio Martos Gornés Ramkumar Ramanathan         | Alessandro Giannessi Jaume Munar        | Carlos Taberner Filippo Baldi Pedro Sousa Mohamed Safwat                 |

### Ottobre
| Settimana  | Torneo | Campione                                                    | Finalista                                 | Semifinalisti                             | Eliminati ai quarti                                                       |
| ---------- | --- | ----------------------------------------------------------- | ----------------------------------------- | ----------------------------------------- | ------------------------------------------------------------------------- |
| 7 ottobre  | Santo Domingo Open Santo Domingo, Repubblica Dominicana Challenger 125 – Terra verde – 48S/4Q/16D          | Juan Pablo Varillas 6–3, 2–6, 6–2                           | Federico Coria                            | Thiago Monteiro Hugo Dellien              | Facundo Bagnis Alejandro Tabilo Guilherme Clezar Alessandro Giannessi     |
| 7 ottobre  | Santo Domingo Open Santo Domingo, Repubblica Dominicana Challenger 125 – Terra verde – 48S/4Q/16D          | Ariel Behar Gonzalo Escobar 6(5)–7, 6–4, [12–10]            | Orlando Luz Luis David Martínez           | Thiago Monteiro Hugo Dellien              | Facundo Bagnis Alejandro Tabilo Guilherme Clezar Alessandro Giannessi     |
| 7 ottobre  | Internationaux de Tennis de Vendée Mouilleron-le-Captif, Francia Challenger 100 – Cemento (i) – 48S/4Q/16D | Mikael Ymer 6–1, 6–4                                        | Mathias Bourgue                           | Jiří Veselý Jannik Sinner                 | Henri Laaksonen Antoine Hoang Dennis Novak Marius Copil                   |
| 7 ottobre  | Internationaux de Tennis de Vendée Mouilleron-le-Captif, Francia Challenger 100 – Cemento (i) – 48S/4Q/16D | Jonny O'Mara Ken Skupski 6–1, 6–4                           | Sander Arends David Pel                   | Jiří Veselý Jannik Sinner                 | Henri Laaksonen Antoine Hoang Dennis Novak Marius Copil                   |
| 7 ottobre  | Fairfield Challenger Fairfield, Stati Uniti Challenger 100 – Cemento – 48S/4Q/16D                          | Christopher O'Connell 6–4, 6–4                              | Steve Johnson                             | Brandon Nakashima Kevin King              | Darian King Tarō Daniel Jack Draper Peter Polansky                        |
| 7 ottobre  | Fairfield Challenger Fairfield, Stati Uniti Challenger 100 – Cemento – 48S/4Q/16D                          | Darian King Peter Polansky 6–4, 3–6, [12–10]                | André Göransson Sem Verbeek               | Brandon Nakashima Kevin King              | Darian King Tarō Daniel Jack Draper Peter Polansky                        |
| 14 ottobre | Ningbo Challenger Ningbo, Cina Challenger 125 – Cemento – 48S/4Q/16D                                       | Yasutaka Uchiyama 6–1, 6–3                                  | Steven Diez                               | Alejandro Davidovich Fokina Bradley Klahn | Prajnesh Gunneswaran Borna Gojo Frederico Ferreira Silva Hiroki Moriya    |
| 14 ottobre | Ningbo Challenger Ningbo, Cina Challenger 125 – Cemento – 48S/4Q/16D                                       | Andrew Harris Marc Polmans 6–0, 6–1                         | Alex Bolt Matt Reid                       | Alejandro Davidovich Fokina Bradley Klahn | Prajnesh Gunneswaran Borna Gojo Frederico Ferreira Silva Hiroki Moriya    |
| 14 ottobre | Ismaning Challenger Ismaning, Germania Challenger 90 – Sintetico (i) – 48S/4Q/16D                          | Lukáš Lacko 6–3, 6–0                                        | Maxime Cressy                             | Jiří Veselý Julian Lenz                   | Adrián Menéndez Maceiras Daniel Masur Tejmuraz Gabašvili Johannes Härteis |
| 14 ottobre | Ismaning Challenger Ismaning, Germania Challenger 90 – Sintetico (i) – 48S/4Q/16D                          | Quentin Halys Tristan Lamasine 6–3, 7–5                     | James Cerretani Maxime Cressy             | Jiří Veselý Julian Lenz                   | Adrián Menéndez Maceiras Daniel Masur Tejmuraz Gabašvili Johannes Härteis |
| 14 ottobre | Las Vegas Tennis Open Las Vegas, Stati Uniti Challenger 80 – Cemento – 48S/4Q/16D                          | Vasek Pospisil 7–5, 6(11)–7, 6–3                            | James Duckworth                           | Ernesto Escobedo Christopher O'Connell    | Steve Johnson Stefan Kozlov Marcos Giron Tarō Daniel                      |
| 14 ottobre | Las Vegas Tennis Open Las Vegas, Stati Uniti Challenger 80 – Cemento – 48S/4Q/16D                          | Ruben Gonzales Ruan Roelofse 2–6, 6–3, [10–8]               | Nathan Pasha Max Schnur                   | Ernesto Escobedo Christopher O'Connell    | Steve Johnson Stefan Kozlov Marcos Giron Tarō Daniel                      |
| 21 ottobre | Brest Challenger Brest, Francia Challenger 100 – Cemento (i) – 48S/4Q/16D                                  | Ugo Humbert 6–2, 6–3                                        | Evgenij Donskoj                           | Norbert Gombos Lloyd Harris               | Antoine Hoang Illja Marčenko Corentin Denolly Roberto Carballés Baena     |
| 21 ottobre | Brest Challenger Brest, Francia Challenger 100 – Cemento (i) – 48S/4Q/16D                                  | Denys Molčanov Andrėj Vasileŭski 6–3, 6–1                   | Andrea Vavassori David Vega Hernández     | Norbert Gombos Lloyd Harris               | Antoine Hoang Illja Marčenko Corentin Denolly Roberto Carballés Baena     |
| 21 ottobre | Latrobe City Traralgon ATP Challenger Traralgon, Australia Challenger 80 – Cemento – 48S/4Q/16D            | Marc Polmans 7–5, 6–3                                       | Andrew Harris                             | Hiroki Moriya Tatsuma Itō                 | Yasutaka Uchiyama Alejandro Tabilo James Duckworth Max Purcell            |
| 21 ottobre | Latrobe City Traralgon ATP Challenger Traralgon, Australia Challenger 80 – Cemento – 48S/4Q/16D            | Max Purcell Luke Saville 6(2)–7, 6–3, [10–4]                | Brydan Klein Scott Puodziunas             | Hiroki Moriya Tatsuma Itō                 | Yasutaka Uchiyama Alejandro Tabilo James Duckworth Max Purcell            |
| 21 ottobre | Tennis Challenger Hamburg Amburgo, Germania Challenger 80 – Cemento (i) – 48S/4Q/16D                       | Botic van de Zandschulp 6–3, 5–7, 6–1                       | Bernabé Zapata Miralles                   | Salvatore Caruso Elias Ymer               | Federico Gaio Cedrik-Marcel Stebe Altuğ Çelikbilek Daniel Altmaier        |
| 21 ottobre | Tennis Challenger Hamburg Amburgo, Germania Challenger 80 – Cemento (i) – 48S/4Q/16D                       | James Cerretani Maxime Cressy 6–4, 6–4                      | Ken Skupski John-Patrick Smith            | Salvatore Caruso Elias Ymer               | Federico Gaio Cedrik-Marcel Stebe Altuğ Çelikbilek Daniel Altmaier        |
| 21 ottobre | Lima Challenger Lima, Perù Challenger 80 – Terra rossa – 48S/4Q/16D                                        | Thiago Monteiro 6–2, 6(7)–7, 6–4                            | Federico Coria                            | Juan Pablo Varillas Facundo Bagnis        | Thiago Seyboth Wild Juan Pablo Ficovich Daniel Elahi Galán João Menezes   |
| 21 ottobre | Lima Challenger Lima, Perù Challenger 80 – Terra rossa – 48S/4Q/16D                                        | Ariel Behar Gonzalo Escobar 6–2, 2–6, [10–3]                | Luis David Martínez Felipe Meligeni Alves | Juan Pablo Varillas Facundo Bagnis        | Thiago Seyboth Wild Juan Pablo Ficovich Daniel Elahi Galán João Menezes   |
| 21 ottobre | Liuzhou Open Liuzhou, Cina Challenger 80 – Cemento – 48S/4Q/16D                                            | Alejandro Davidovich Fokina 6–3, 5–7, 7–6(5)                | Denis Istomin                             | Danilo Petrović Borna Gojo                | Wu Tung-lin Li Zhe Jason Jung Yuta Shimizu                                |
| 21 ottobre | Liuzhou Open Liuzhou, Cina Challenger 80 – Cemento – 48S/4Q/16D                                            | Michail Elgin Denis Istomin 3–6, 6–4, [10–6]                | Nam Ji-sung Song Min-kyu                  | Danilo Petrović Borna Gojo                | Wu Tung-lin Li Zhe Jason Jung Yuta Shimizu                                |
| 28 ottobre | Shenzhen Longhua Open Shenzhen, Cina Challenger 110 – Cemento – 48S/4Q/16D                                 | Zhang Zhizhen 6–3, 4–6, 6–1                                 | Li Zhe                                    | Mohamed Safwat Frederico Ferreira Silva   | Denis Yevseyev Roman Safiullin Gō Soeda Jason Jung                        |
| 28 ottobre | Shenzhen Longhua Open Shenzhen, Cina Challenger 110 – Cemento – 48S/4Q/16D                                 | Hsieh Cheng-peng Yang Tsung-hua 6–2, 7–5                    | Michail Elgin Ramkumar Ramanathan         | Mohamed Safwat Frederico Ferreira Silva   | Denis Yevseyev Roman Safiullin Gō Soeda Jason Jung                        |
| 28 ottobre | Charlottesville Men's Pro Challenger Charlottesville, Stati Uniti Challenger 80 – Cemento (i) – 48S/4Q/16D | Vasek Pospisil 7–6(2), 3–6, 6–2                             | Brayden Schnur                            | Dmitry Popko Brandon Nakashima            | Blaž Rola Marcos Giron Tarō Daniel Filip Peliwo                           |
| 28 ottobre | Charlottesville Men's Pro Challenger Charlottesville, Stati Uniti Challenger 80 – Cemento (i) – 48S/4Q/16D | Mitchell Krueger Blaž Rola 6–4, 6–1                         | Sekou Bangoura Blaž Kavčič                | Dmitry Popko Brandon Nakashima            | Blaž Rola Marcos Giron Tarō Daniel Filip Peliwo                           |
| 28 ottobre | City of Playford Tennis International II Playford, Australia Challenger 80 – Cemento – 48S/4Q/16D          | James Duckworth 7–6(2), 6–4                                 | Yasutaka Uchiyama                         | Marc Polmans Tatsuma Itō                  | Andrew Harris Luke Saville Alex Bolt Jay Clarke                           |
| 28 ottobre | City of Playford Tennis International II Playford, Australia Challenger 80 – Cemento – 48S/4Q/16D          | Harri Heliövaara Patrik Niklas-Salminen 6–4, 6(4)–7, [10–7] | Ruben Gonzales Evan King                  | Marc Polmans Tatsuma Itō                  | Andrew Harris Luke Saville Alex Bolt Jay Clarke                           |
| 28 ottobre | Challenger Eckental Eckental, Germania Challenger 80 – Sintetico (i) – 48S/4Q/16D                          | Jiří Veselý 6–4, 4–6, 6–3                                   | Steve Darcis                              | Lloyd Harris Evgenij Karlovskij           | Illja Marčenko Lukáš Lacko Peter Gojowczyk Botic van de Zandschulp        |
| 28 ottobre | Challenger Eckental Eckental, Germania Challenger 80 – Sintetico (i) – 48S/4Q/16D                          | Ken Skupski John-Patrick Smith 7–6(2), 6–4                  | Sander Arends Roman Jebavý                | Lloyd Harris Evgenij Karlovskij           | Illja Marčenko Lukáš Lacko Peter Gojowczyk Botic van de Zandschulp        |
| 28 ottobre | Challenger Ciudad de Guayaquil Guayaquil, Ecuador Challenger 80 – Terra rossa – 48S/4Q/16D                 | Thiago Seyboth Wild 6–4, 6–0                                | Hugo Dellien                              | Federico Coria Juan Pablo Varillas        | Facundo Bagnis Yannick Hanfmann Francisco Cerúndolo Leonardo Mayer        |
| 28 ottobre | Challenger Ciudad de Guayaquil Guayaquil, Ecuador Challenger 80 – Terra rossa – 48S/4Q/16D                 | Ariel Behar Gonzalo Escobar 7–6(4), 7–6(5)                  | Pedro Sakamoto Thiago Seyboth Wild        | Federico Coria Juan Pablo Varillas        | Facundo Bagnis Yannick Hanfmann Francisco Cerúndolo Leonardo Mayer        |

### Novembre
| Settimana   | Torneo                                                                                              | Campione                                                       | Finalista                                   | Semifinalisti                             | Eliminati ai quarti                                             |
| ----------- | --------------------------------------------------------------------------------------------------- | -------------------------------------------------------------- | ------------------------------------------- | ----------------------------------------- | --------------------------------------------------------------- |
| 4 novembre  | Slovak Open Bratislava, Slovacchia Challenger 110 – Cemento (i) – 48S/4Q/16D                        | Dennis Novak 6–1, 6–1                                          | Damir Džumhur                               | Zdeněk Kolář Jahor Herasimaŭ              | Michail Kukuškin Lloyd Harris Stefano Travaglia Il'ja Ivaška    |
| 4 novembre  | Slovak Open Bratislava, Slovacchia Challenger 110 – Cemento (i) – 48S/4Q/16D                        | Frederik Nielsen Tim Pütz 4–6, 7–6(4), [11–9]                  | Roman Jebavý Igor Zelenay                   | Zdeněk Kolář Jahor Herasimaŭ              | Michail Kukuškin Lloyd Harris Stefano Travaglia Il'ja Ivaška    |
| 4 novembre  | Knoxville Challenger Knoxville, Stati Uniti Challenger 80 – Cemento (i) – 48S/4Q/16D                | Michael Mmoh 6–4, 6–4                                          | Christopher O'Connell                       | Tommy Paul Liam Broady                    | Blaž Rola Ernesto Escobedo Aleksandar Kovacevic Gijs Brouwer    |
| 4 novembre  | Knoxville Challenger Knoxville, Stati Uniti Challenger 80 – Cemento (i) – 48S/4Q/16D                | Hans Hach Verdugo Adrián Menéndez Maceiras 7–6(6), 4–6, [10–5] | Bradley Klahn Sem Verbeek                   | Tommy Paul Liam Broady                    | Blaž Rola Ernesto Escobedo Aleksandar Kovacevic Gijs Brouwer    |
| 4 novembre  | Kobe Challenger Kōbe, Giappone Challenger 80 – Cemento (i) – 48S/4Q/16D                             | Yosuke Watanuki 6–2, 6–4                                       | Yūichi Sugita                               | Tim van Rijthoven Shintaro Imai           | Nam Ji-sung Gō Soeda Hiroki Moriya Ramkumar Ramanathan          |
| 4 novembre  | Kobe Challenger Kōbe, Giappone Challenger 80 – Cemento (i) – 48S/4Q/16D                             | Purav Raja Ramkumar Ramanathan 7–6(6), 6–3                     | André Göransson Christopher Rungkat         | Tim van Rijthoven Shintaro Imai           | Nam Ji-sung Gō Soeda Hiroki Moriya Ramkumar Ramanathan          |
| 4 novembre  | Uruguay Open Montevideo, Uruguay Challenger 80 – Terra rossa – 48S/4Q/16D                           | Jaume Munar 7–5, 6–2                                           | Federico Delbonis                           | Juan Manuel Cerúndolo Thiago Seyboth Wild | Facundo Bagnis Andrej Martin Andrea Collarini Hugo Dellien      |
| 4 novembre  | Uruguay Open Montevideo, Uruguay Challenger 80 – Terra rossa – 48S/4Q/16D                           | Facundo Bagnis Andrés Molteni 6–4, 5–7, [12–10]                | Orlando Luz Rafael Matos                    | Juan Manuel Cerúndolo Thiago Seyboth Wild | Facundo Bagnis Andrej Martin Andrea Collarini Hugo Dellien      |
| 11 novembre | Challenger Series - Houston Houston, Stati Uniti Challenger 125 – Cemento – 48S/4Q/16D              | Marcos Giron 7–5, 6(5)–7, 7–6(9)                               | Ivo Karlović                                | Mitchell Krueger Christopher O'Connell    | Michael Redlicki Jason Jung Alexis Galarneau Michael Mmoh       |
| 11 novembre | Challenger Series - Houston Houston, Stati Uniti Challenger 125 – Cemento – 48S/4Q/16D              | Jonathan Erlich Santiago González 6–3, 7–6(4)                  | Ariel Behar Gonzalo Escobar                 | Mitchell Krueger Christopher O'Connell    | Michael Redlicki Jason Jung Alexis Galarneau Michael Mmoh       |
| 11 novembre | Champaign-Urbana Challenger Champaign, Stati Uniti Challenger 80 – Cemento (i) – 48S/4Q/16D         | Jeffrey John Wolf 6–4, 6(3)–7, 7–6(6)                          | Sebastian Korda                             | Blaž Kavčič Alexander Brown               | Stefan Kozlov Keegan Smith Martin Redlicki Juan Pablo Ficovich  |
| 11 novembre | Champaign-Urbana Challenger Champaign, Stati Uniti Challenger 80 – Cemento (i) – 48S/4Q/16D         | Christopher Eubanks Kevin King 7–5, 6–3                        | Evan Hoyt Martin Redlicki                   | Blaž Kavčič Alexander Brown               | Stefan Kozlov Keegan Smith Martin Redlicki Juan Pablo Ficovich  |
| 11 novembre | Tali Open Helsinki, Finlandia Challenger 80 – Cemento (i) – 48S/4Q/16D                              | Emil Ruusuvuori 6–3, 6(4)–7, 6–2                               | Mohamed Safwat                              | Il'ja Ivaška Carlos Taberner              | Harri Heliövaara Alex Molčan Serhij Stachovs'kyj Elias Ymer     |
| 11 novembre | Tali Open Helsinki, Finlandia Challenger 80 – Cemento (i) – 48S/4Q/16D                              | Frederik Nielsen Tim Pütz 7–6(2), 6–0                          | Tomislav Draganja Pavel Kotov               | Il'ja Ivaška Carlos Taberner              | Harri Heliövaara Alex Molčan Serhij Stachovs'kyj Elias Ymer     |
| 11 novembre | Internazionali Tennis Val Gardena Südtirol Ortisei, Italia Challenger 80 – Cemento (i) – 48S/4Q/16D | Jannik Sinner 6–2, 6–4                                         | Sebastian Ofner                             | Luca Vanni Antoine Hoang                  | Peter Gojowczyk Lorenzo Musetti Elliot Benchetrit Federico Gaio |
| 11 novembre | Internazionali Tennis Val Gardena Südtirol Ortisei, Italia Challenger 80 – Cemento (i) – 48S/4Q/16D | Nikola Ćaćić Antonio Šančić 6(5)–7, 7–6(3), [10–7]             | Sander Arends David Pel                     | Luca Vanni Antoine Hoang                  | Peter Gojowczyk Lorenzo Musetti Elliot Benchetrit Federico Gaio |
| 11 novembre | Pune Challenger Pune, India Challenger 80 – Cemento – 48S/4Q/16D                                    | James Duckworth 4–6, 6–4, 6–4                                  | Jay Clarke                                  | Roberto Ortega Olmedo Ramkumar Ramanathan | Tim van Rijthoven Steven Diez Sumit Nagal Sasikumar Mukund      |
| 11 novembre | Pune Challenger Pune, India Challenger 80 – Cemento – 48S/4Q/16D                                    | Purav Raja Ramkumar Ramanathan 7–6(3), 6–3                     | Arjun Kadhe Saketh Myneni                   | Roberto Ortega Olmedo Ramkumar Ramanathan | Tim van Rijthoven Steven Diez Sumit Nagal Sasikumar Mukund      |
| 18 novembre | Maia Challenger Maia, Portogallo Challenger 80 – Terra rossa (i) – 48S/4Q/16D                       | Jozef Kovalík 6–0, 6–4                                         | Constant Lestienne                          | Andrej Martin João Domingues              | Riccardo Bonadio Paolo Lorenzi Roberto Marcora Andrea Vavassori |
| 18 novembre | Maia Challenger Maia, Portogallo Challenger 80 – Terra rossa (i) – 48S/4Q/16D                       | Andre Begemann Daniel Masur 7–6(2), 6–4                        | Guillermo García López David Vega Hernández | Andrej Martin João Domingues              | Riccardo Bonadio Paolo Lorenzi Roberto Marcora Andrea Vavassori |

## Distribuzione punti
| Categoria torneo | Singolare | Singolare | Singolare | Singolare | Singolare | Singolare | Singolare | Singolare | Singolare | Singolare | Doppio | Doppio | Doppio | Doppio | Doppio |
| Categoria torneo | V         | F         | SF        | QF        | 1/8       | 1/16      | 1T/48     | Q         | Q1        | V         | F      | SF     | QF     | 1/8    |        |
| ---------------- | --------- | --------- | --------- | --------- | --------- | --------- | --------- | --------- | --------- | --------- | ------ | ------ | ------ | ------ | ------ |
| Challenger 125   | 125       | 75        | 45        | 25        | 10        | 5         | 0         | 0         | 0         | 125       | 75     | 45     | 25     | 0      |        |
| Challenger 110   | 110       | 65        | 40        | 20        | 9         | 5         | 0         | 0         | 0         | 110       | 65     | 40     | 20     | 0      |        |
| Challenger 100   | 100       | 60        | 35        | 18        | 8         | 5         | 0         | 0         | 0         | 100       | 60     | 35     | 18     | 0      |        |
| Challenger 90    | 90        | 55        | 33        | 17        | 8         | 5         | 0         | 0         | 0         | 90        | 55     | 33     | 17     | 0      |        |
| Challenger 80    | 80        | 48        | 29        | 15        | 7         | 3         | 0         | 0         | 0         | 80        | 48     | 29     | 15     | 0      |        |